# Т-54
Т-54 (Индекс ГБТУ — Объект 137) — советский средний танк. Принят на вооружение Советской армии ВС СССР в 1946 году, серийно выпускался с 1947 года, постоянно модернизируясь. С 1958 года выпускалась его модификация под названием Т-55, приспособленная к боевым действиям в условиях применения ядерного оружия. В 1961—1967 годах он в основном был сменён в производстве и в танковых войсках СССР танком Т-62, созданным на его базе, но на ОЗТМ выпуск Т-55 продолжался вплоть до 1979 года. Также в ряде стран выпускался сам Т-54 либо его модернизированные или приспособленные к местным условиям варианты.
Т-54 экспортировался и стоял на вооружении в вооружённых силах многих государств мира, использовался в большинстве локальных конфликтов после Второй мировой войны. Танк стал известен своей высочайшей надёжностью и простотой, высоко оценивавшимися многими экспертами. На протяжении всей Афганской войны основными танками в танковых подразделениях ограниченного контингента советских войск в Афганистане (ОКСВА) были Т-55 и Т-62. Несмотря на наличие в достаточном количестве более современных и мощных танков в ВС СССР на то время и постоянную модернизацию лёгкой бронетехники, в мотострелковые и воздушно-десантные подразделения ОКСВА они не направлялись, танковый парк ОКСВА оставался без изменений все 9 лет войны, что было обусловлено высочайшей надёжностью двигателей этих танков при применении в высокогорных условиях против плохо показашего себя там же Т-64, и в меньшей степени, как итог первого фактора, более дешёвый вариант применения именно этих танков в Афганистане, и отсутствием современных танков в частях ВС СССР на южных границах СССР и ограниченным количеством противотанковых средств у афганских моджахедов.

## История создания
Непосредственным предшественником Т-54 явился танк Т-44, созданный в 1943—1944 годах. На ранних стадиях процесс создания Т-54 неотделим от Т-44, поскольку разработка обоих танков велась в общем русле развития советской бронетанковой техники тех лет, и на первых порах воплощённый в металле Т-54 представлял собой в значительной степени модернизированный вариант Т-44.
Был создан в 1943—1944 годах конструкторским бюро Уралвагонзавода под руководством А. А. Морозова и предназначался для замены Т-34 в роли основного среднего танка РККА. Главным новшеством Т-44 явилась уникальная для своего времени компоновка. За счёт перекомпоновки моторного отделения и поперечной установки двигателя и трансмиссии удалось значительно сократить его длину и высоту, а также сместить башню к середине корпуса, разгрузив передние катки. Вместе с устранением из состава экипажа стрелка-радиста это позволило также значительно сократить забронированный объём и при массе, меньшей, чем у серийного Т-34-85, добиться значительного усиления бронирования.
Согласно сформулированным ЦНИИ-48 ещё в конце 1943 года требованиям к защите перспективного среднего танка от 75-мм и 88-мм снарядов:

а) верхняя деталь корпуса и лоб башни должны быть неуязвимы полностью;
б) верхняя половина борта корпуса должна быть полностью неуязвима в пределах определённых курсовых углов;
в) борт башни должен быть полностью неуязвим в интервале курсовых углов, примерно вдвое большем, чем тот же интервал для борта корпуса;
г) интервал курсовых углов неуязвимости подкрылка может быть принят средним между интервалом для борта башни и интервалом для борта корпуса.

Эти требования, хотя и не полностью, были реализованы на Т-44, первая модификация которого имела 75-мм лобовую броню и борта толщиной 45 мм в нижней части и 75 мм в верхней. Уже на первой крупносерийной модификации, Т-44А, толщина лобового бронирования была увеличена до 90 мм, а бортового — до 75 мм по всей высоте.
Однако, несмотря на все эти достоинства, вооружение Т-44 осталось тем же, что и на Т-34-85 — 85-мм пушка ЗИС-С-53 с длиной ствола в 56 калибров, считавшаяся бесперспективной для среднего танка уже в 1944 году. Путей повышения огневой мощи существовало два. Первый заключался в создании орудий с повышенной начальной скоростью снаряда за счёт большего удлинения ствола и увеличенного заряда пороха. Однако опыты с 85-мм орудиями такого типа («большой мощности» по тогдашней терминологии), проводившиеся в 1944 году, продемонстрировали проблематичность их производства на основе существующей технологической базы. Вдобавок анализ результатов испытаний обстрелом показал, что лёгкие высокоскоростные снаряды менее эффективны в поражении расположенной под значительными углами наклона брони, чем низкоскоростные, но тяжёлые снаряды 100- и 122-мм пушек. В результате был избран второй путь — повышение артиллерийской мощи за счёт роста калибра.

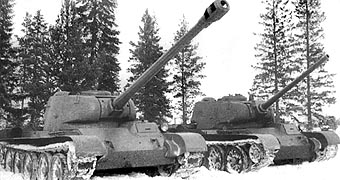
Прототип T-44-122 и T-44-85

Уже с середины 1944 года как оружие для перспективного среднего танка рассматривалась 100-мм пушка с длиной ствола в 56 калибров и баллистикой морского орудия Б-34, ко второй половине того же года успешно установленная на САУ СУ-100. Дополнительным аргументом в её пользу являлась значительно большая мощность осколочно-фугасного снаряда: основным противником танка по-прежнему должна была оставаться пехота, а поражение танков противника рассматривалось как хоть и важная, но второстепенная цель.

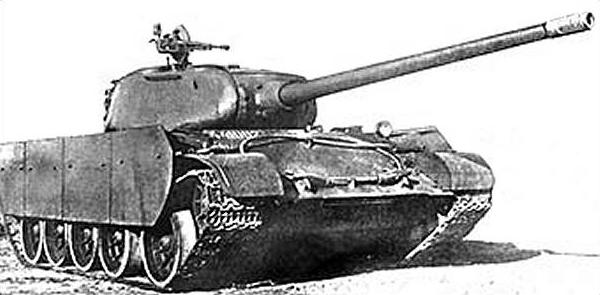
T-44-100. Сразу же после войны была предпринята попытка модернизировать танк, установив 100-мм пушку ЛБ-1 (ЛБ — Лаврентий Берия) и стальные противокумулятивные экраны

Предпринимались попытки перевооружить новым орудием Т-44. В 1945 году были построены два опытных образца Т-44-100, со 100-мм пушкой ЛБ-1 в прежней башне, однако испытания показали их невысокую надёжность и манёвренность, что привело к прекращению дальнейших работ в этом направлении. Вместе с тем, для размещения 100-мм пушки в КБ завода № 183 ещё с лета 1944 года в инициативном порядке приступили к проектированию новой модификации Т-44, первоначально получившей обозначение Т-44В. 20 августа проект был представлен наркому танковой промышленности В. А. Малышеву. В сентябре-ноябре проект, получивший уже окончательное название — Т-54, был одобрен наркоматом танковой промышленности. Согласно правительственному заданию, к 1 декабря 1944 года КБ надлежало создать опытный образец, к 15 января 1945 года завершить его испытания, а уже к 20 мая того же года — разослать рабочие чертежи танка заводам-производителям, но эти сроки выдержаны так и не были.
Серьёзнейшим обстоятельством, влиявшим на разработку нового танка, к подвижности которого предъявлялись высокие требования, была силовая установка. Несмотря на все усилия конструкторов, единственным доступным танковым дизелем по-прежнему оставался модернизированный В-2 мощностью 520 л. с., и создание танкового двигателя приемлемой надёжности с мощностью более 700 л. с. было в условиях тогдашнего уровня технологии, по оценкам современных экспертов, малоосуществимым. В результате, необходимо было жёстко ограничивать массу машины, чтобы избежать снижения подвижности, а вариант с установкой авиационного двигателя, обеспечивавшего необходимую мощность, но обладавшего массой других недостатков, практически не рассматривался.
Такое положение делало невозможным дальнейший рост бронирования за счёт увеличения массы танка. Путём дальнейшего роста доли бронирования в общем весе танка достичь этого было также нельзя, поскольку это привело бы к ухудшению других характеристик и снижению в итоге боевых возможностей. Усиление защиты путём повышения качества броневой стали являлось в принципе возможным, но на тот момент нецелесообразным. На Т-44 удалось значительно усилить бронирование путём сокращения забронированного объёма, однако дальнейшие возможности такого сокращения были практически исчерпаны, в связи с чем единственным остававшимся у конструкторов выходом являлась дальнейшая дифференциация броневой защиты.
Первый прототип Т-54 был, по данным «Справки об изготовлении и испытаниях опытных образцов танка Т-54» 1946 года, закончен в январе 1945 года и был передан на испытания на полигон в Кубинке. Однако, в другом документе говорится, что это был уже второй прототип, первый же был закончен ещё в конце 1944 года и проходил испытания непосредственно на заводе. Первый образец танка, известный как «Т-54 образца 1945 года», всё ещё был сильно схож с Т-44. Наиболее заметным внешним отличием была новая, более крупная башня со 100-мм пушкой, чьё лобовое бронирование увеличилось со 120 до 180 мм, а бортовое — с 90 до 90—150 мм. Форма башни вместе с тем, существенных изменений не претерпела и углы наклона её стенок не превышали 20°. Лобовая броня корпуса была также увеличена, до 120 мм, однако толщина бортового бронирования увеличилась лишь на 5 мм, а кормовая часть и вовсе была заимствована у Т-44 без изменений. В лобовой плите корпуса была ликвидирована щель смотрового прибора механика-водителя, в результате она стала монолитной. Поскольку общая масса танка неизбежно возросла по сравнению с Т-44, была несколько удлинена ходовая для увеличения площади опорной поверхности гусениц, а также увеличена ширина опорных катков. Двигательная установка и трансмиссия практически без изменений перешли с Т-44, заметно модернизирована была только система охлаждения двигателя.
Испытания переданного на государственные испытания Т-54 проводились с 11 марта по 11 апреля 1945 года. Руководивший государственной комиссией полковник Е. А. Кульчицкий так описал позднее первое впечатление от встречи с новым танком:

Танк производил впечатление. Его внешние формы учитывали необходимые углы встречи с будущими снарядами противника, что придавало ему соответствующую обтекаемость и красоту. Более совершенной формы корпус, приплюснутая башня с новой пушкой покоились на десяти больших опорных катках, которые опирались на мелкозвенчатые гусеницы. Эта, на первый взгляд, просто красота форм и силуэта говорила специалистам о некоторых высоких технических параметрах машины, а именно: обтекаемые формы корпуса и башни — о повышенной стойкости броневой защиты и меньшей поражаемости его, длинный ствол пушки — о высокой начальной скорости снаряда, что является основным положительным качеством танковой пушки, десять больших, с внешней обрезинкой, опорных катков говорили о возможностях движения на больших скоростях, чему способствовали и мелкозвенчатые гусеницы, и многое другое.

В отчёте об испытаниях, составленном комиссией, говорилось о высоких тактико-технических характеристиках Т-54. При массе в 35,5 тонны — лишь на 3,7 тонны больше, чем у серийного Т-44, танк обладал значительно более мощным бронированием и вооружением, при этом высота его вышла даже меньшей, чем у предшественника — 2275 мм вместо 2400 мм. Максимальная скорость танка, правда, упала до 45 км/ч вместо 51 км/ч на Т-44, но средняя скорость движения осталась прежней, а запас хода даже несколько возрос. Испытания выявили и множество недостатков новой машины, но несмотря на это, в заключении отчёта об испытаниях говорилось:

1. Танк Т-54, представляющий собою модернизированный танк Т-44, по своим основным боевым качествам (мощность вооружения и бронирование) превосходит все существующие средние танки.
2. Полигонные испытания в объёме 1553 км пробега по прочности основных механизмов опытный образец танка Т-54 выдержал. Однако испытаниями установлена необходимость доработки ряда узлов и агрегатов.
3. К основным недостаткам танка Т-54 следует отнести недостаточную снарядостойкость башни и устарелость конструкции трансмиссии, что является недопустимым для современного танка. Башня поражается на больших дистанциях, а трансмиссия и ходовая часть снижают динамические качества танка.
4. Учитывая резкое повышение боевых качеств среднего танка, достигнутое в танке Т-54, комиссия считает целесообразным рекомендовать танк Т-54 на вооружение Красной Армии с обязательным устранением отмеченных в отчёте недостатков.
5. В связи с тем, что отработка ряда новых узлов может задержать ввод в серийное производство танков Т-54, комиссия считает возможным начать производство танков Т-54, не ожидая введения следующих узлов и механизмов, срочную отработку которых поручить заводу № 183 в очерёдности, устанавливаемой НКТП и ГБТУ КА:
а) башни по типу ИС-3;
б) КПП с синхронизаторами и 2-ступенчатого планетарного механизма поворота танка;
в) экрана от гранат типа «Фауст»;
г) изменения углов наклона кормовых листов корпуса;
д) вращающегося пола боевого отделения;
е) смотровых приборов по типу M4A2 в командирской башенке;
ж) гусениц с цевочным зацеплением;
з) амортизаторов ходовой части (на всех катках).

Помимо этого, комиссией было рекомендовано изменить привод поворотного механизма башни для обеспечения более плавной наводки, предусмотреть установку зенитного пулемёта, ввести более совершенные приборы наблюдения за полем боя, принять меры для уменьшения загазованности боевого отделения при интенсивной стрельбе и разработать автоматическую систему пожаротушения для МТО. Всего список замечаний составил 68 пунктов.
В июле 1945 года КБ завода № 183 был построен второй (или третий) опытный образец Т-54, созданный с учётом части замечаний комиссии. Танк получил новую башню, скруглённой формы, по типу ИС-3, но с «заманом» по всему периметру, особенно заметным в кормовой части. Толщина лобового бронирования башни достигла 200 мм, а бортов — от 160 до 125 мм, углы наклона вертикальных поверхностей башни доходили до 45°. Были изменена трансмиссия в соответствии с требованиями испытательной комиссии, а ходовая часть наконец получила цевочное зацепление гусениц. Также была увеличена ёмкость внутренних топливных баков с 530 до 545 литров. В состав вооружения танка добавились два 7,62-мм пулемёта СГ в бронированных ящиках на надгусеничных полках, неприцельный огонь из которых вёл механик-водитель, а также 12,7-мм зенитный ДШК, установленный на турельной установке у люка заряжающего на крыше башни. В июле—ноябре 1945 года этот образец проходил испытания на полигоне в Кубинке, по результатам которых он был вновь рекомендован государственной комиссией к серийному производству, но опять-таки, после устранения ряда недостатков. После доработки прототипа и очередных испытаний постановлением Совета министров СССР № 960—402сс от 29 апреля 1946 года Т-54 был принят на вооружение Советской армии.
Т-54-1/2/3

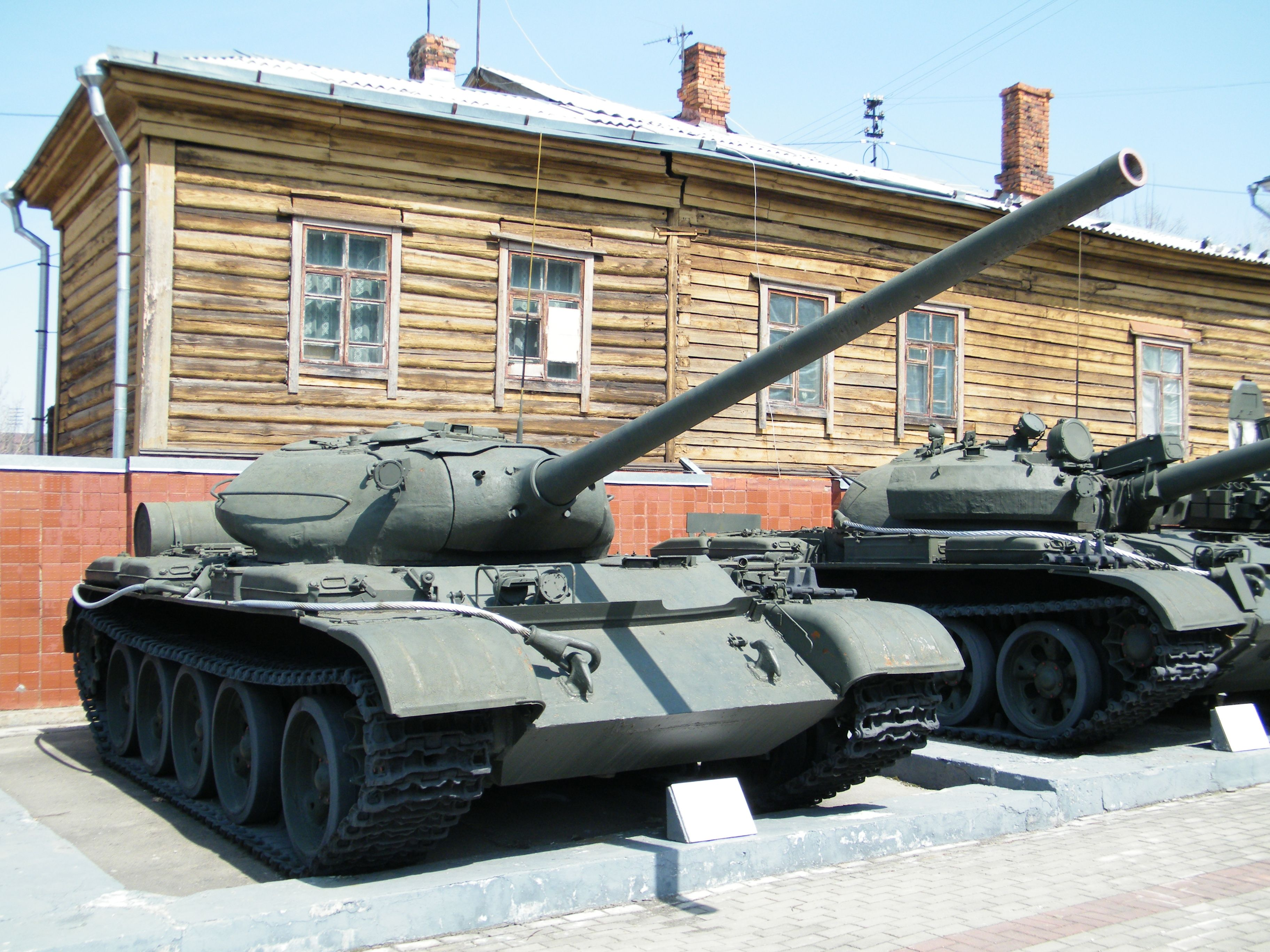
Т-54-1 в Хабаровском военном музее

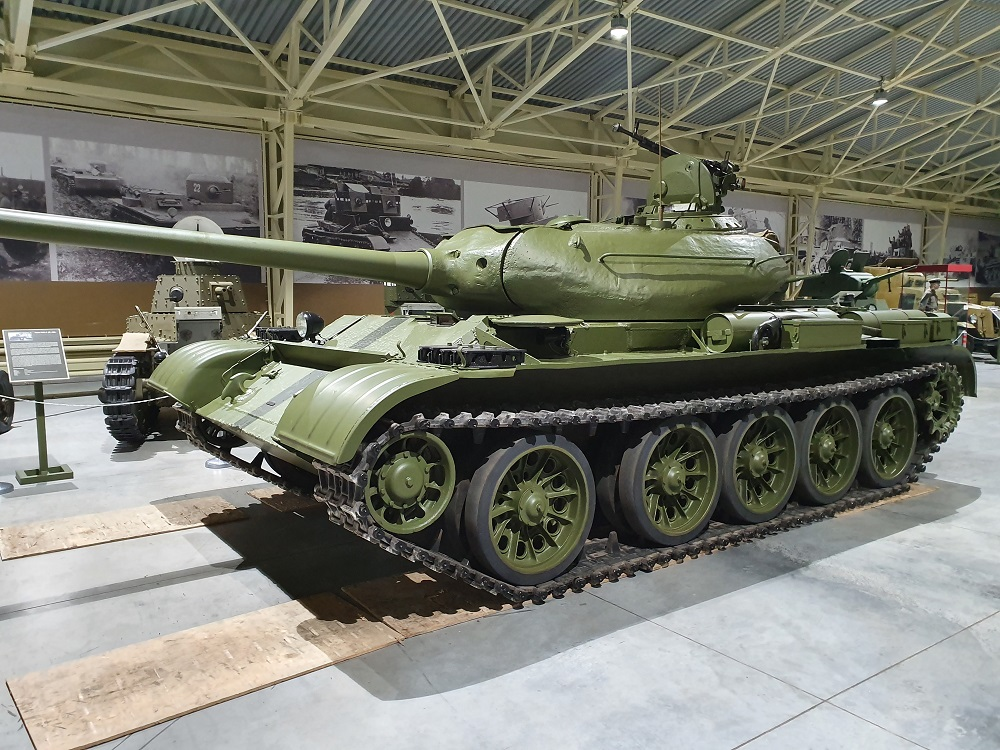
Танк Т-54 образца 1946 года в Музее отечественной военной истории в Падикове

Подготовка к массовому производству Т-54 образца 1946 года, известного также как Т-54-1, началась уже в 1946 году сразу на трёх заводах: ОЗТ № 183 в Нижнем Тагиле, машиностроительный завод № 183 имени Коминтерна в Харькове и ОЗТМ в Омске. По плану за оставшиеся месяцы 1946 года завод № 183 должен был выпустить 165 машин. В реальности же, за 1946 год изготовлены были всего три предсерийных Т-54: два — к июлю и один — в октябре. И даже эти машины не были приняты государственной комиссией, которая потребовала снизить массу машины, усовершенствовать установку вооружения, ходовую часть и приводы управления. Всего в том году КБ завода № 183 пришлось внести в конструкцию танка 649 различных изменений.
План 1947 года был уже скорректирован в сторону уменьшения. Всего за год планировалось 400 Т-54, из них 250 — на заводе № 183, 100 — на ХЗТМ и 50 — на ОЗТМ. Однако реальность и в этот раз не совпала с планами. Две головные машины первой серии поступили на государственные ходовые испытания и испытания обстрелом в апреле и проходили их по май того же года. По заключению комиссии, образцы выдержали испытания, хотя и с рядом замечаний. Было рекомендовано производство установочной серии Т-54, но — после выполнения списка на 1490 изменений различных деталей и узлов танка, составленного комиссией. Последовавшие доработки вновь отложили начало производства танка, и первая серия из 20 танков была произведена лишь в конце года, таким образом доведя производство за 1947 год до 22 машин, все из которых были выпущены заводом № 183.
Полномасштабное производство Т-54, уже на всех трёх заводах, удалось развернуть лишь в 1948 году. За год было выпущено 593 танка, из них 285 — на заводе № 183, 218 — на ХЗТМ и 90 — на ОЗТМ. Однако уже вскоре после начала войсковой эксплуатации из танковых частей, получивших первые Т-54, стали во все инстанции в массовом порядке поступать рекламации на многочисленные дефекты машины. Танки регулярно выходили из строя, вдобавок, серийные машины оказались существенно переутяжелены по сравнению с проектом и обладали неудовлетворительной проходимостью. Из пяти поставленных на гарантийные испытания танков государственная комиссия не приняла ни одного. Представители танковых частей на совещании у министра Вооружённых сил Н. А. Булганина в целом положительно отозвались о новом танке, но отметили, что начало серийного производства оказалось явно преждевременным. К этому прибавились и результаты испытаний Т-54 обстрелом, проведённых в 1947 году и показавших то, что было обнаружено ещё в 1943—1944 годах: при попадании в нижнюю часть башни её заман давал очень высокий шанс рикошета снаряда в тонкую крышу корпуса, со всеми вытекающими последствиями. Результатом этого в январе 1949 года стало решение правительства об остановке выпуска танка.

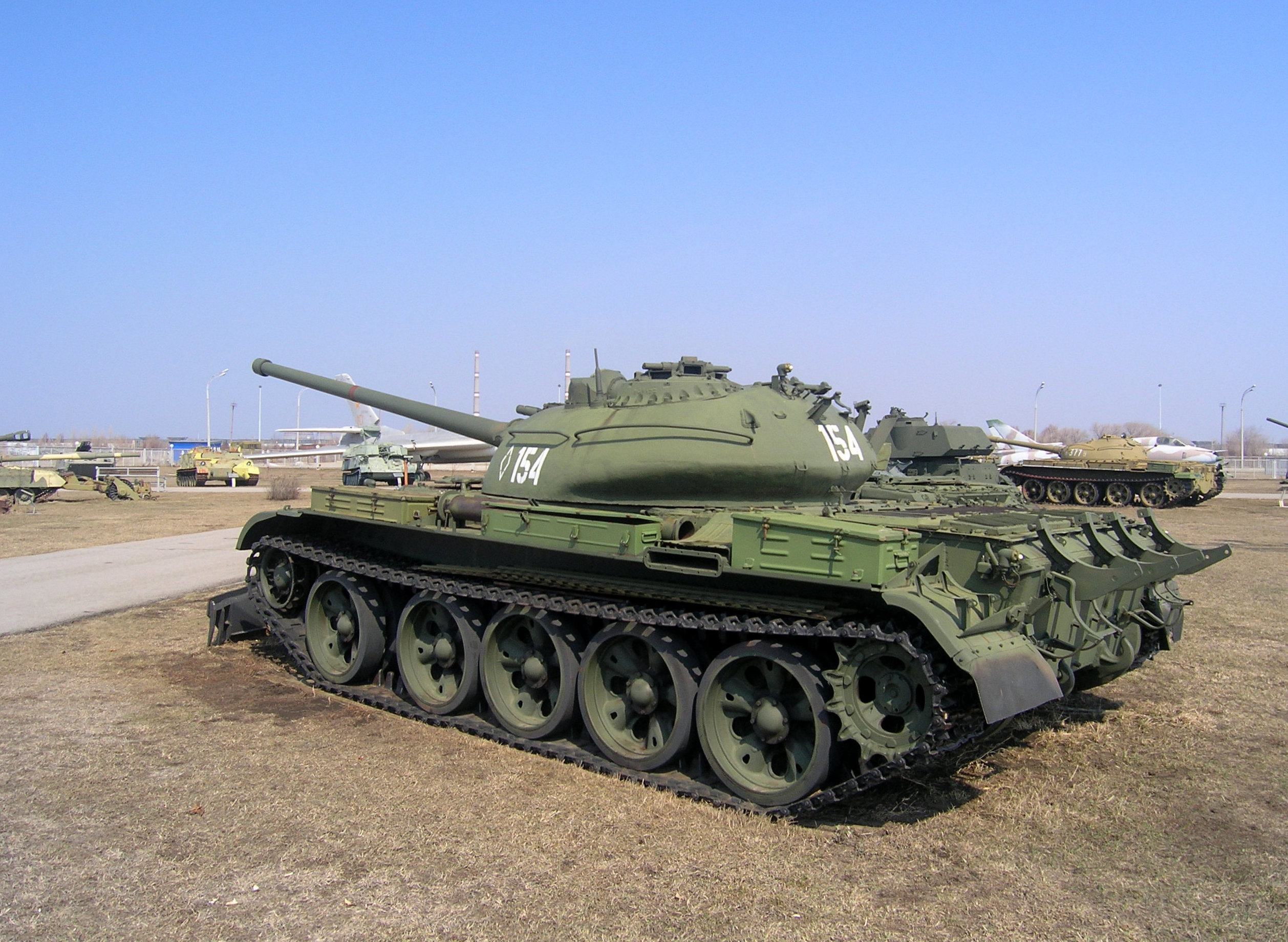
Т-54-2 образца 1949 года в музее в Тольятти, виден обратный скос в задней части башни

На последовавших за этим многочисленных совещаниях специалисты сходились в том, что одной из главных проблем Т-54 являлась перегруженность. Единственным, за счёт чего можно было снизить массу танка, являлась броневая защита. Снижение защиты лобовой части корпуса ниже 100 мм представлялось нецелесообразным, однако лобовая часть башни и без того уступала корпусу в защищённости. Выход из этого положения был найден в изменении формы и размеров башни. Разработанная КБ завода № 183 уже в 1948 году новая башня, имевшая приближённую к полусферической форму в лобовой части, обеспечивала не только снижение массы, но и лучшую защиту. Кроме этого, ширина орудийной амбразуры на ней была уменьшена с 1000 до 400 мм, что позволило поднять монолитность башни и, как следствие, защищённость. Достигнуть этого удалось за счёт замены общей маски для орудийной установки отдельными узкими прорезями для ствола орудия, пулемёта и прицела.

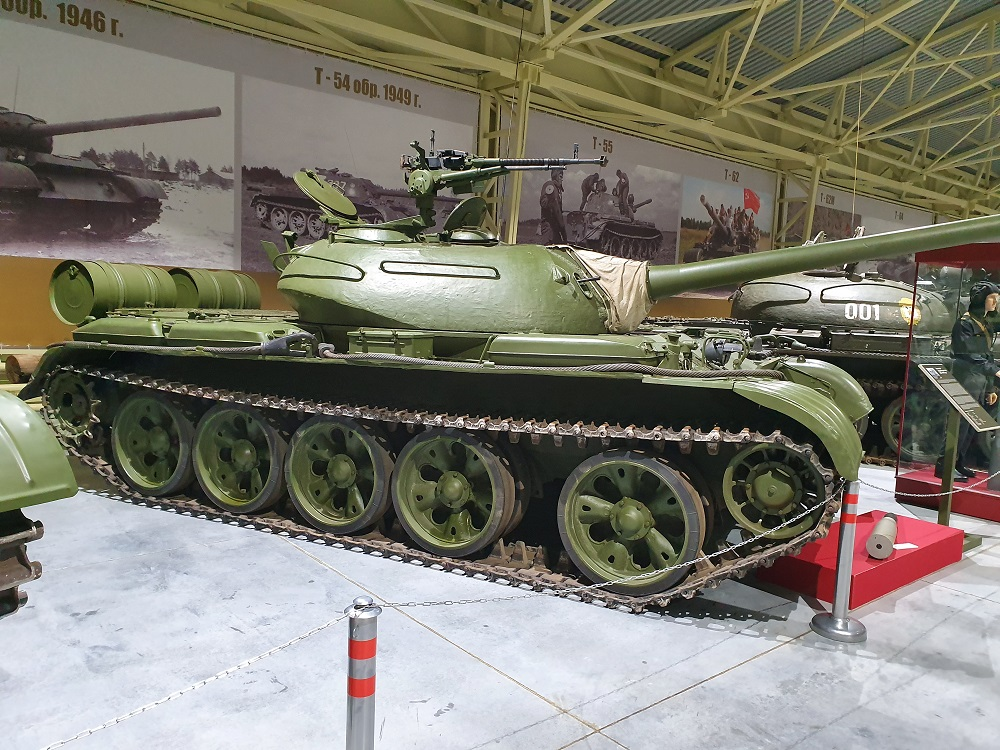
Танк Т-54 образца 1949 года в Музее отечественной военной истории в Падикове

Первый Т-54 с новой башней поступил на испытания 29 августа 1949 года, ещё два контрольных танка были собраны в сентябре. По результатам их испытаний в ноябре было дано разрешение на серийное производство новой модификации, известной как Т-54 образца 1949 года или Т-54-2. Серийные машины отличались, помимо замены башни, уменьшением лобовой брони корпуса до 100 мм, с увеличением наклона нижней бронеплиты. Также были ликвидированы пулемёты на надгусеничных полках и заменены одним, жёстко закреплённым внутри корпуса и ведущим огонь через отверстие в лобовой плите. Гусеницы шириной 500 мм были заменены новыми, шириной 580 мм, что позволило снизить удельное давление на грунт до приемлемого уровня. Средний вес Т-54-2 снизился по сравнению с серийными Т-54-1 в среднем на 1700 кг, что, вкупе с продолжавшейся доводкой отдельных узлов, позволило значительно поднять надёжность танка.

## Описание конструкции

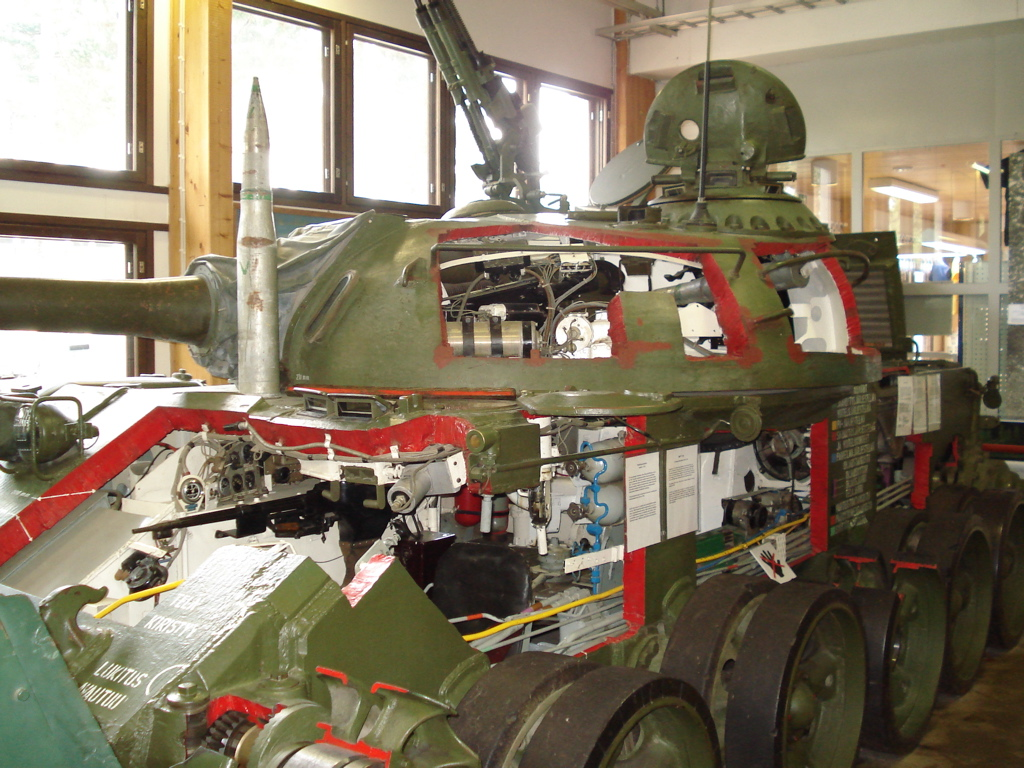
Разрезанный Т-55 в качестве учебного пособия в музее города Parola, Финляндия

Танк Т-54 является развитием танка Т-44, он имеет такую же компоновку. Отделение управления расположено в передней части корпуса, боевое отделение — в средней, под башней, а силовое — в задней части корпуса. Экипаж танка состоит из четырёх человек — механика-водителя, располагавшегося в отделении управления, наводчика, заряжающего и командира, которые находились в трёхместной башне. Броневой корпус Т-54/55 — сварной, собиравшийся из катаных плит и листов гомогенной стали. Броневая защита танка противоснарядная, дифференцированная, выполненная с рациональными углами наклона. Башня обтекаемой формы изготавливалась литьём. Верхняя часть башни имела толщину почти 200 мм.

### Ходовая часть

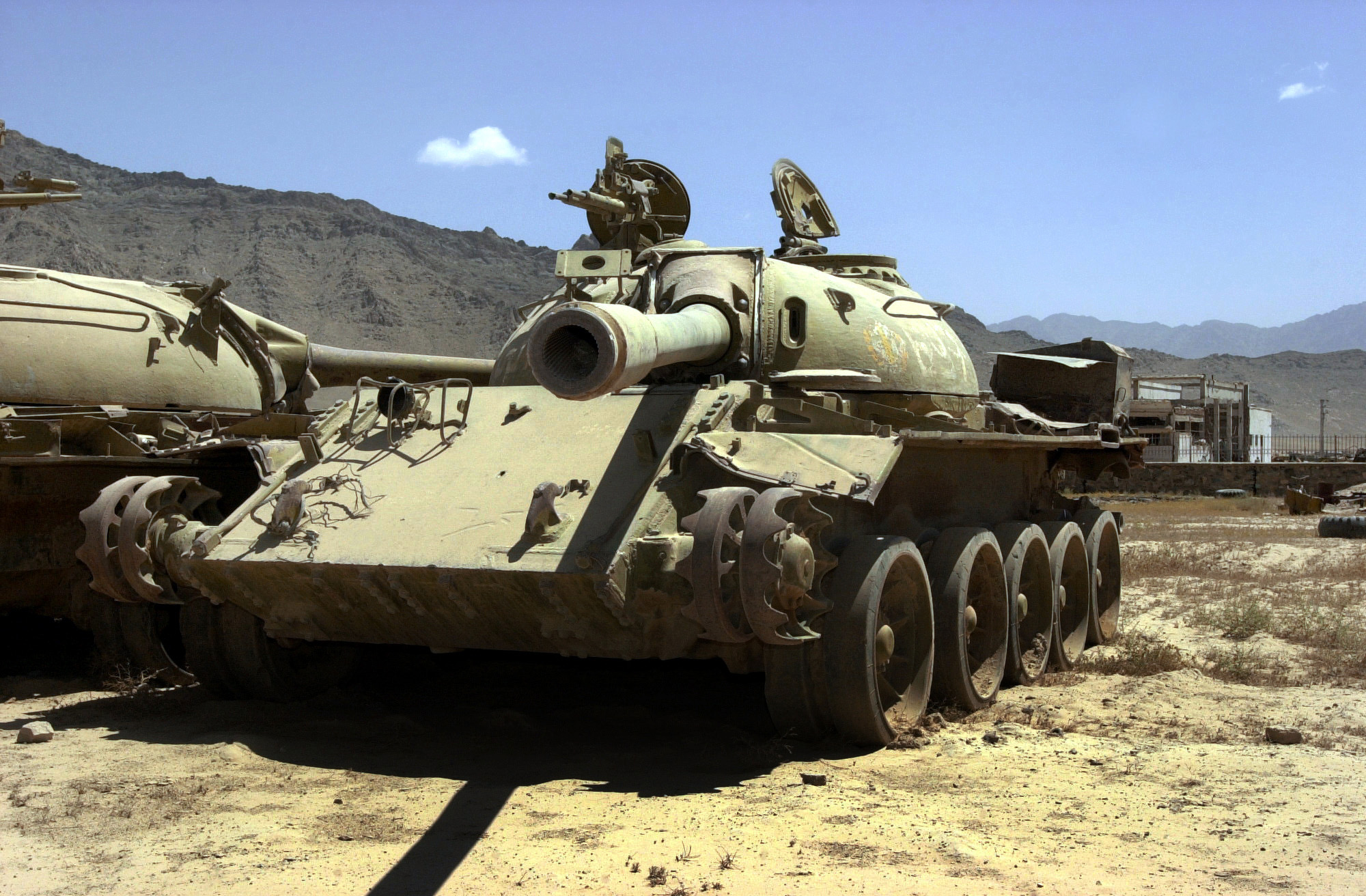
Подвеска

Танк получил независимую, торсионную подвеску катков, что позволило снизить вес, сократить размеры (высота танка уменьшилась на 30 см) и улучшить ходовые качества. Ходовая часть каждого борта состояла из 5 опорных литых металлических катков с обрезиненными ободами и гидравлическими амортизаторами на первом и последнем катках. Ведущие колёса задние, зацепление гусениц цевочное.
С подвесным оборудованием, устанавливаемым вокруг гусениц, танк мог преодолеть вплавь до 60 км при волнении до 5 баллов.

### Вооружение
Основным вооружением Т-54 являлась 100-мм пушка Д-10Т. Длина ствола орудия — 56 калибров. Это орудие было разработано в конструкторском бюро артиллерийского завода № 9 под руководством Ф. Ф. Петрова для СУ-100. Бронебойный снаряд её 100-мм пушки был способен пробить вертикальный лист брони толщиной 125 мм на расстоянии 2000 м. После Второй мировой войны его улучшенные варианты состояли на вооружении в течение сорока лет после разработки исходной модификации. Дополнительное вооружение состоит из спаренного с пушкой 7,62-мм пулемёта, расположенного справа от пушки.

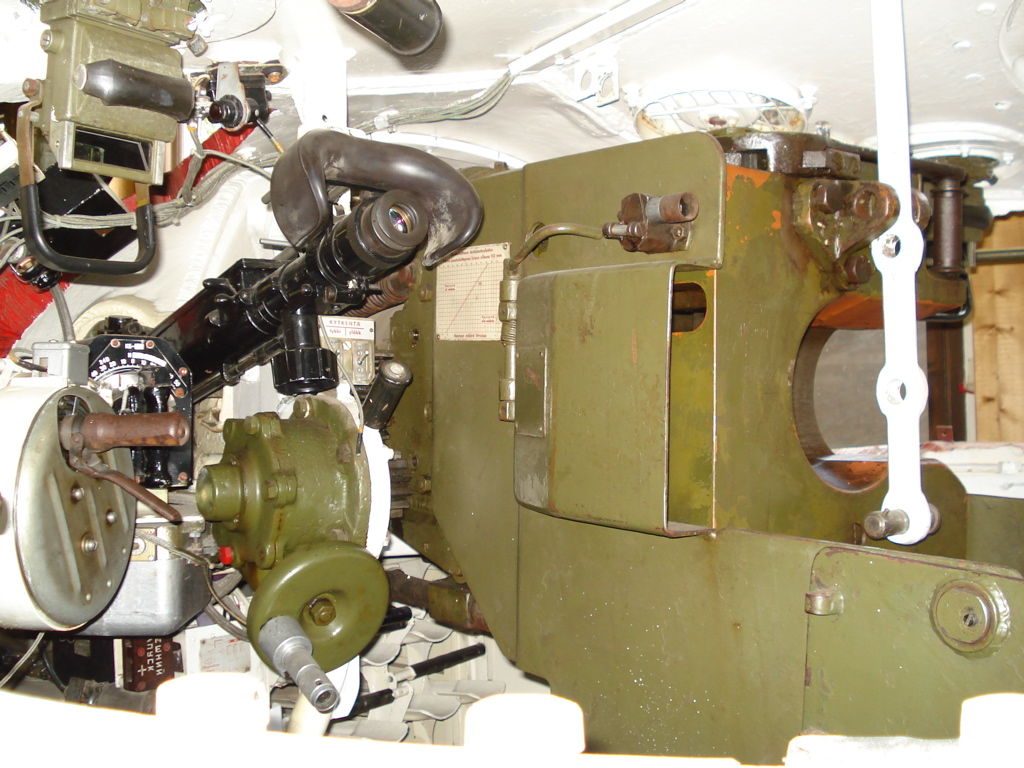
Казённая часть орудия

| Снаряд                  | Калиберный бронебойный снаряд БР-412 | Фугасный снаряд Ф-412 |
| ----------------------- | ------------------------------------ | --------------------- |
| Вес снаряда, кг         | 15,6                                 | 15,8                  |
| Начальная скорость, м/с | 897                                  | 900                   |
| Дальность 500 м         | 195 мм                               | —                     |
| Дальность 1000 м        | 185 мм                               | —                     |

## Серийное производство
В 1947 году в Советском Союзе было развёрнуто серийное производство танков Т-54 и его модификаций, продолжавшееся до 1959 года. Всего в СССР было выпущено 16 775 машин. Помимо СССР танки Т-54 выпускались и в ряде других стран:
- Китай — полученные танки Т-54А были скопированы и производились под обозначением Тип 59[29];
- КНДР — 300 танков были собраны из танкокомплектов в период с 1969 по 1974 годы[29];
- Польша — 1500 единиц Т-54 произведено в период с 1954 по 1964 годы[29];
- Чехословакия — 1800 единиц Т-54 произведено по лицензии в период с 1958 по 1963 годы[29] на заводе ZTS в Мартине.

| Год   | Т-54   | Т-54А | Т-54Б | Т-54 | Т-54К | Т-54БК | Всего  |
| ----- | ------ | ----- | ----- | ---- | ----- | ------ | ------ |
| 1947  | 22     | —     | —     | —    | —     | —      | 22     |
| 1948  | 593    | —     | —     | —    | —     | —      | 593    |
| 1949  | 152    | —     | —     | —    | —     | —      | 152    |
| 1950  | 1007   | —     | —     | —    | —     | —      | 1007   |
| 1951  | 1566   | —     | —     | —    | —     | —      | 1566   |
| 1952  | 1854   | —     | —     | —    | —     | —      | 1854   |
| 1953  | 2000   | —     | —     | —    | —     | —      | 2000   |
| 1954  | 2276   | —     | —     | —    | —     | —      | 2276   |
| 1955  | 775    | 1820  | —     | —    | 50    | —      | 2645   |
| 1956  | —      | 1775  | —     | —    | 50    | —      | 1825   |
| 1957  | —      | 1007  | 850   | 18   | —     | 100    | 1975   |
| 1958  | —      | —     | 705   | 35   | —     | 80     | 820    |
| 1959  | —      | —     | 20    | 20   | —     | —      | 40     |
| Всего | 10 245 | 4602  | 1575  | 73   | 100   | 180    | 16 775 |

Таким образом, суммарный выпуск Т-54 (не учитывая китайскую копию Тип 59) составил 20 375 машин.

## Модификации

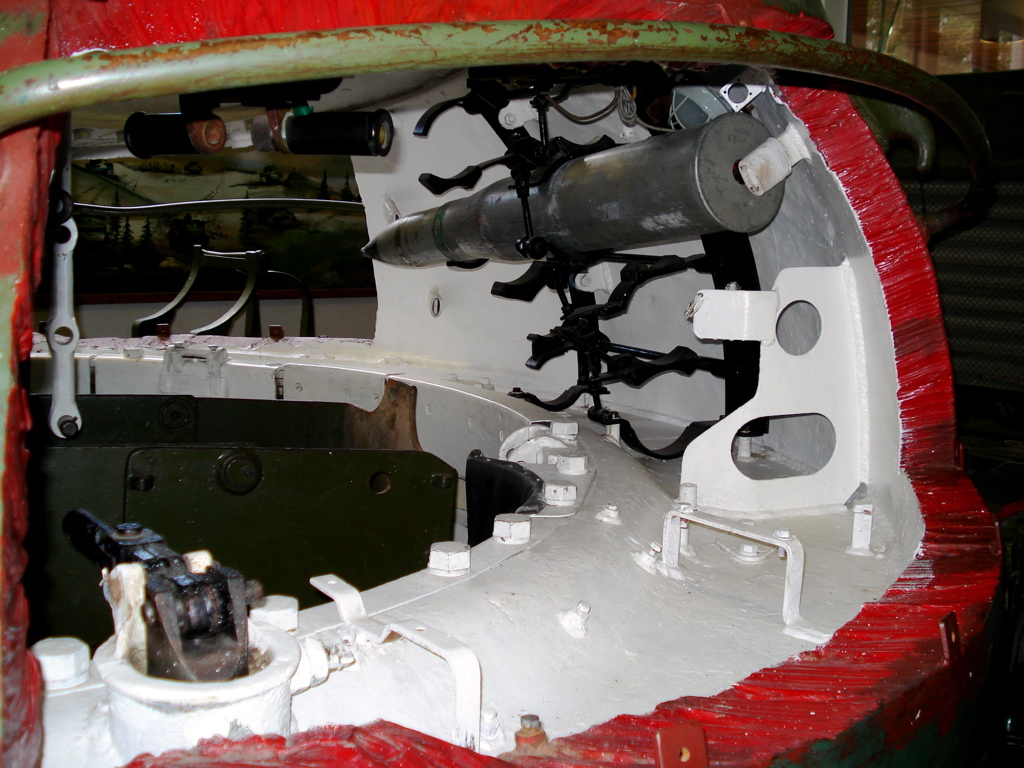
Укладка снарядов в башне

### Т-54-1 (объект 137)
Базовая модель, серийно производилась с 1947 по 1949 годы.

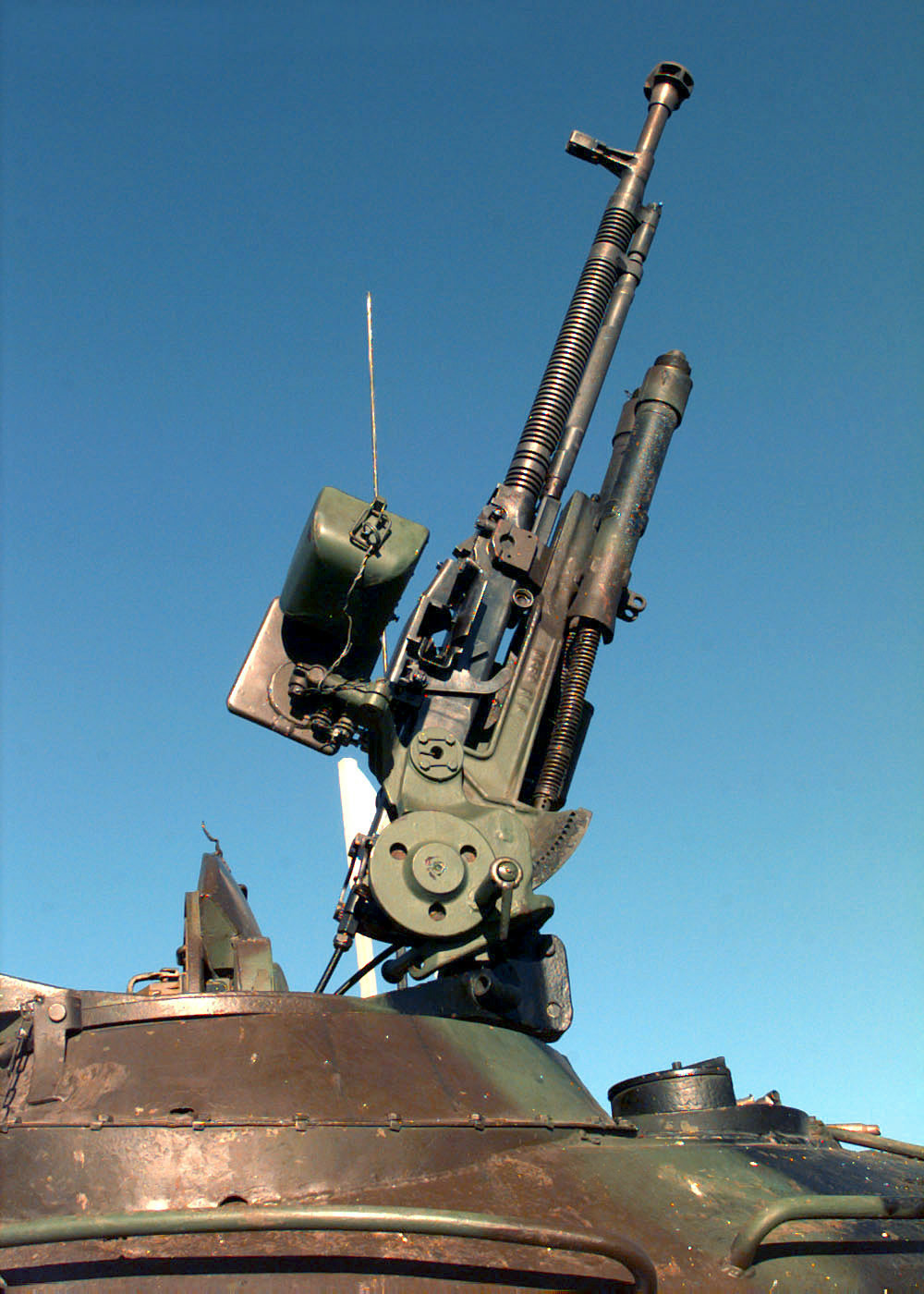
ДШКМТ на Т-55

Танк имел сварной корпус с острой носовой частью и вертикальным бортами. Толщина монолитного лобового листа — 120 мм. Башня — литая, с вварной крышей и обратным скосом («заманом») снизу по всему периметру. Боевая масса 36 т. Габариты 9000 × 3270 × 2400 мм.
Двигатель В-54 мощностью 520 л. с. Планетарные, двухступенчатые механизмы поворота. Лопастные гидроамортизаторы на передних и задних узлах. Мелкозвенчатая гусеница (ширина 500 мм), состоявшая из 90 траков с открытым металлическим шарниром и имевшая цевочное зацепление с ведущим колесом (вместо гребневого на Т-34 и Т-44).
Углекислотная полуавтоматическая система противопожарного оборудования.
В качестве средств связи использовались радиостанция 10-РТ-26 и танковое переговорное устройство ТПУ-47.
Вооружение: нарезная пушка Д-10Т калибра 100 мм, спаренная с пулемётом СГ-43, два 7,62-мм курсовых пулемёта СГ-43, размещённых в броневых коробках на надгусеничных полках, и 12,7-мм зенитный пулемёт ДШК на турели над люком заряжающего. Боекомплект 34 выстрела, 3500 патронов калибра 7,62 мм и 200 — 12,7 мм. Прицел ТШ-20 с 4 кратным увеличением.
Снаружи кормовой части корпуса устанавливались две дымовых шашки МДШ.

### Т-54-2 (объект 137)
Серийно выпускался с 1949 по 1951 год. Новая литая полусферическая башня — с узкой амбразурой, «заман» (обратный скос броневого листа в нижней части башни танка или иной боевой машины) сохранён только в кормовой части.
Изменения в агрегатах силовой установки и трансмиссии. Танковый форсуночный подогреватель, воздухоочиститель с эжекционным отсосом пыли, гусеница шириной 580 мм (вместо 500 мм). Толщина верхней лобовой детали корпуса уменьшена с 120 мм до 100 мм.
Боевая масса 35,5 тонн.
Один курсовой пулемёт СГ-43 в лобовом листе корпуса, в отделении управления, вместо двух, размещавшихся на надгусеничных полках. Новая турель зенитного пулемёта.

### Т-54-3 (объект 137)
Серийно выпускался с 1952 по 1955 год. Новая литая полусферическая башня без обратных скосов. Прицел ТШ-2-22 с переменным 3,5 и 7-кратным увеличением. Улучшена пылезащита агрегатов.

### Т-54А (Объект 137Г)

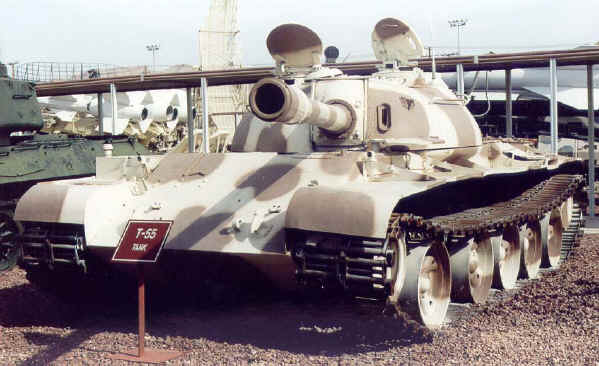
Т-54А

Серийно выпускался с 1955 по 1957 годы.
Пушка Д-10ТГ с эжекционным устройством для продувки канала ствола, с электрогидравлическим стабилизатором в вертикальной плоскости (СТП-1 «Горизонт»). В затвор пушки было введено предохранительное устройство от самопроизвольного спуска при ударах на ходу машины и механизм повторного взвода. Эжектор для продувки ствола от пороховых газов после выстрела и подъёмный механизм со сдающим звеном(предохраняющий механизм от поломок при задевании посторонних предметов).
Установлен автоматизированный электропривод поворота башни с дублированным управлением, новый стопор башни и усовершенствованный прицел ТШ-2А-22 со смещённой влево окулярной частью и со шкалой дальности до цели.
Для механика-водителя был введён активный прибор ночного видения ТВН-1. Радиостанция Р-113, ОПВТ.
С 1955 года на Т-54 устанавливался двухплоскостной стабилизатор орудия.

### Т-54АК (Объект 137ГК)
Командирский вариант Т-54А; разработан в 1958 году на базе Т-54А.
Из отличительных особенностей: дополнительная радиостанция Р-113 и Р-112, навигационная аппаратура ТНА-2 «Сетка», зарядное устройство АБ-1П/30, уменьшен боекомплект.

### Т-54АМ
Модернизированная версия Т-54А принятая на вооружение в 1960-х годах.
Из отличительных особенностей: новая боеукладка, двигатель В-55, облегчённые катки от танка Т-55, в гусеницах использованы резино-металлические шарниры, новые средства связи, изменена система подводного вождения.

### Т-54Б (Объект 137Г2)
На базе Т-54А. Серийно выпускался с 1957 по 1959 годы.
Вращающийся пол боевого отделения. Оборудование для подводного вождения. Бортовой запас топлива увеличен до 1212 л, для обеспечения запаса хода танка — до 430 км. В дальнейшем при модернизации на танк устанавливали: двигатель В-55 мощностью 580 л. с., опорные катки унифицированные с Т-55, гусеницы с РМШ, прицел ТШ-2Б-32, радиостанцию Р-123, боеукладку на 43 выстрела, лазерный дальномер КТД-1 (не на всех машинах). Некоторые машины оборудовали под установку универсальных плавсредств ПСТ-У и ПСТ-63.
Пушка Д-10Т2С (или Д-10Т с противовесом на дульном срезе ствола) со стабилизатором СТП-2 («Циклон») в двух плоскостях наведения (двухплоскостной стабилизатор вооружения). Инфракрасный ночной прицел наводчика ТПН-1-22-11 (до апреля 1959 г.); ИК-осветитель прицела Л-2, первоначально устанавливался на орудийной маске, затем на башне. Ночной прибор командира, спарен с прожектором ОУ-3 на командирской башенке. ИК-прибор водителя ТВН-2. 

По приблизительной западной оценке, инфракрасные приборы для танков Т-54 имеют эффективную дальность действия: командирский — 400 м, наводчика — 800—1000 м и водителя — 10-20 м.

### Т-54БК (Объект 137КЦ)
Командирский вариант Т-54Б; разработан в 1958 году на базе Т-54Б. 

Из отличительных особенностей: дополнительная радиостанция коротковолновая Р-112, навигационная аппаратура ТНА-2, зарядное устройство АБ-1П/30, уменьшен боекомплект.

### Т-54К (Объект 137К)
Командирский вариант Т-54; разработан в 1958 году на базе Т-54. 

Из отличительных особенностей: дополнительная радиостанция Р-113 и Р-112, навигационная аппаратура, зарядное устройство, уменьшен боекомплект.

### Т-54М (Объект 139)
Танк разрабатывался как глубокая модернизированная версия танка Т-54. Работы велись в нижнетагильском конструкторском бюро Завода № 183 на основании постановления Совета министров СССР № 347—205 от 24 февраля 1955 года. Главным конструктором проекта был назначен Л. Н. Карцев. В случае принятия на вооружение танк должен был получить наименование Т-54М. 

Отличительные особенности: новые ведущие колёса, новая 100-мм пушка Д-54Т, прибор ночного наблюдения ТВН-1.
В феврале 1956 года были собраны три опытных образца машины и были отправлены на заводские испытания. В декабре 1956 года испытания были закончены и машины были переданы заказчику на полигонно-войсковые испытания. Однако во время испытаний были выявлены серьёзные замечания. По результатам испытаний, два опытных образца были доработаны и в феврале 1959 года отправлены на повторные испытания. Испытания пройдены не были вследствие раздутия ствола орудия. В итоге танк «Объект 139» на вооружение принят не был. Основной причиной отказа от постановки в серийное была сложность отработки конструкции новой пушки и боеприпасов к ней. В результате, «Объект 139» серийно не производился, как и другие танки, вооружённые пушкой Д-54ТС (Объект 140, Объект 430, Объект 165). Впоследствии некоторые конструкционные решения ходовой части, а также приборы наблюдения были использованы при создании танка Т-55. В связи с тем, что «Объект 139» не был принят на вооружение, обозначение Т-54М было переназначено в 1970-е модернизированным Т-54.

### Объект 141
Разработан в 1952—1954 гг. на базе Т-54 в конструкторском бюро Завода № 183. В 1954 году был изготовлен и отправлен на заводские испытания первый опытный образец.
Образец отличался установкой 100-мм пушки Д-54, изменением нарезки шкал в телескопическом прицеле ТШ-22А и способом крепления выстрелов в боеукладке. Возимый боекомплект составлял 34 выстрела.
В 1955 году был установлен вертикальный стабилизатор орудия «Радуга». Из-за неполадок стабилизатора в процессе испытаний, работы по нему были прекращены.
Далее машина использовалась для отработки мер по увеличению запаса хода танка.
Также весной 1959 года на «Объекте 141» отрабатывалась 115-мм гладкоствольная пушка У-5Б, являвшаяся баллистической установкой орудия 2А20, предназначенного для установки в танки Т-62. В результате установки новой пушки, возникла проблема излишней загазованности боевого отделения, а также был уменьшен боекомплект до 28 выстрелов. Установка двух пятилитровых баллонов со сжатым воздухом, для продува канала ствола, результатов не дала. Помимо этого, после 25 выстрелов бронебойными снарядами на дальности 2000 м, было обнаружено, что их кучность — неудовлетворительна.

### Объект 485
12 сентября 1951 года по постановлению Совета министров № 3440-1594сс были начаты работы по оснащению танка Т-54 специальными плавсредствами. В 1952 году были изготовлены три опытных образца Т-54 с плавсредствами, получившие обозначение «Объект 485», после чего машины были направлены на заводские испытания. Осенью 1952 года образцы «Объекта 485» были направлены на полигонные испытания. В период с сентября 1953 по январь 1954 года, машины были дополнительно испытаны в морских условиях.
В течение 1954—1955 годов ВНИИ-100 разработал новые доработанные плавсредства, а в марте 1955 года танки с новыми средствами преодоления водных преград были испытаны на Чёрном море. Согласно постановлению Совета министров № 660рс, Завод № 342 изготовил 20 комплектов плавсредств. В 1957 году плавсредства для танка Т-54 были приняты на вооружение под обозначением ПСТ-54. Всего выпущено 73 комплета ПСТ-54 и танка под установку этих средств.

### Объект 614
В 1962 году в ОКБ-174 под руководством А. А. Морова был разработан танк Т-54 с установкой ПТУР 9М14 «Малютка». В 1963 году на базе танка Т-54А был изготовлен первый опытный образец, получивший обозначение «Объект 614А».
Позднее на базе Т-54Б был создан второй опытный образец под обозначением «Объект 614Б». В задней части крыши башни танка размещалась пусковая установка с ракетами. Углы наведения установки составляли от −5° до +10°. Вместо 5 выстрелов к пушке, в корме башни устанавливалась аппаратура управления, а также две дополнительные ракеты. С октября по декабрь 1964 года, машина прошла испытания, однако на вооружение принята не была; основной причиной стала недостаточная защищённость пусковой установки от стрелкового оружия, а также необходимость остановки машины перед запуском ракеты.

### Т-54М (Объект 137М)
Модификация танка Т-54, созданная по программе доведения характеристик танка до уровня Т-55 и их унификация. Осуществлялась с 1977 года на ремонтных заводах МО СССР.
На танке были установлены: топливные баки-стеллажи (благодаря чему боекомплект пушки вырос до 43 выстрелов), спаренный с пушкой лазерный дальномер КДТ-1, стабилизатор вооружения СТП-2М, прицел наводчика со стабилизированной линией прицеливания ТШС-32ПВМ, новый двигатель В-55В, мощностью 580л.с, ночной прицел, увеличен боекомплект, модернизировано оборудование подводного вождения танков. Применена система запуска двигателя сжатым воздухом, система противоатомной защиты, встроенная термическая дымовая аппаратура, гусеницы с РМШ.
Танк был снят с вооружения в 1994 году.

### Т-54МК
Командирский вариант Т-54М (Объект 137М); модернизация Т-54К, разработанная в 1977 году. 

Из отличительных особенностей: дополнительная радиостанция Р-113 или Р-123, навигационная аппаратура ТНА-2, зарядное устройство, уменьшен боекомплект.

### ПТУР «Кастет»
Основным достоинством танковых ПТУР является бо́льшая, по сравнению с любым типом танкового вооружения, дальность применения. Это позволяет танку вести огонь по танку противника, оставаясь вне досягаемости его вооружения, с вероятностью поражения, превышающей таковую для современных танковых пушек на таком расстоянии. Для стрельбы ПТУРами из артиллерийских пушек было разработано семейство артиллерийских выстрелов 3УБК10. «Кастет» — комплекс управляемого противотанкового вооружения 9К116 на вооружении 100-мм противотанковых пушек Т-12 (МТ-12). Комплекс разработан в тульском КБ Приборостроения в 1970-е годы с целью повышения эффективности противотанковой артиллерии. Позднее КБП провело инициативное исследование возможности применения комплекса для вооружения устаревающих танков Т-54, Т-55 и Т-62, выпущенных в огромном количестве в СССР и союзных странах.

## Иностранные варианты Т-54

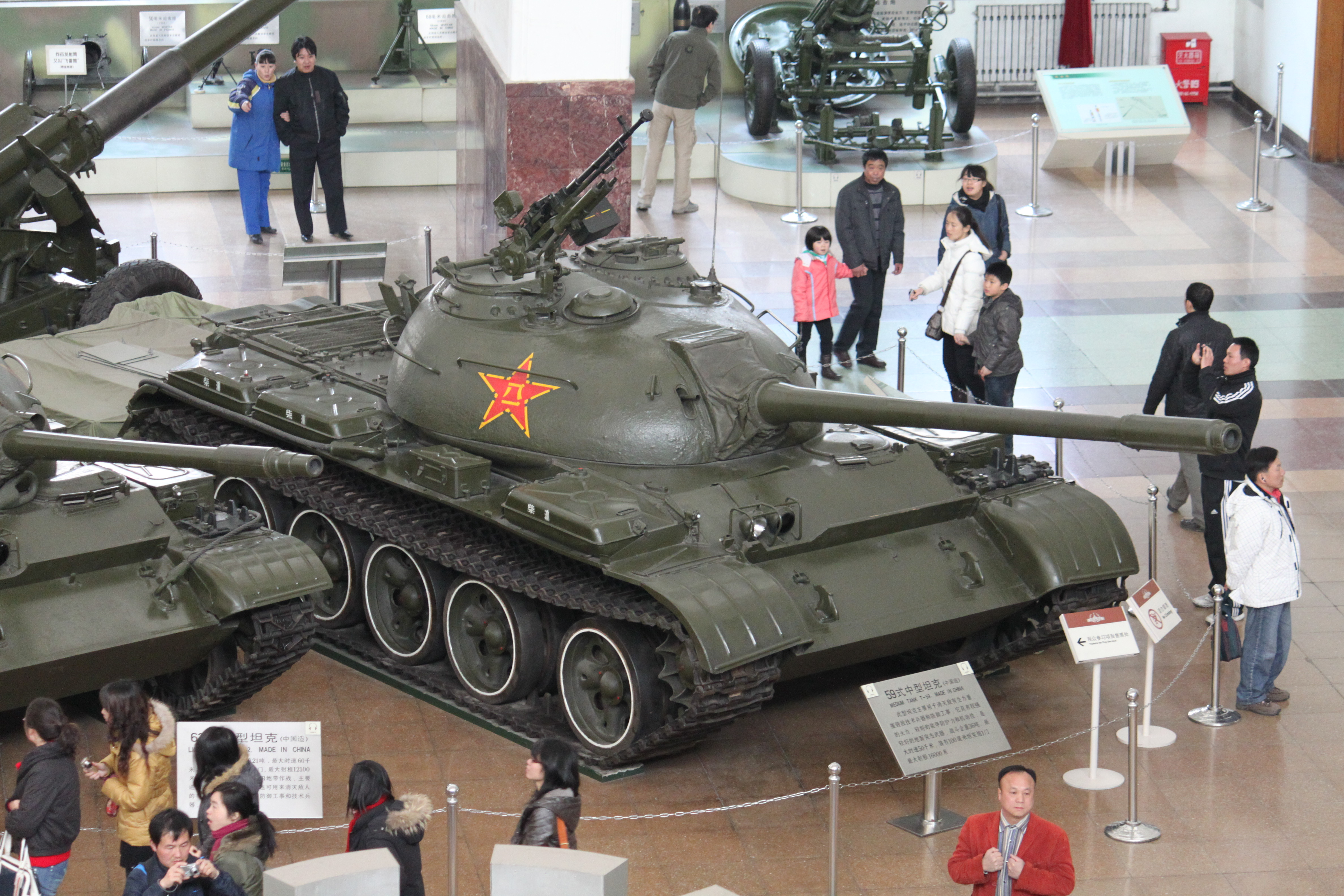
Тип 59

### Тип 59
Китайский танк, состоящий на вооружении китайской армии. Тип 59 представляет собой незначительно изменённый Т-54А. Выпускался по лицензии с 1957 года. Тип 59 использовался в ходе вьетнамской войны, вьетнамо-китайском пограничном конфликте в 1979 году, а также в индо-пакистанской войне 1971 года.
Танки Тип 59 использовались в следующих странах: Китай, Конго, Мьянма, Северная Корея, Албания, Судан, Вьетнам, Кампучия, Лаос, Таиланд, Зимбабве, Пакистан (Тип 59/Al-Zarar).

### Тип 62
Китайский лёгкий танк 1960-х годов, облегчённая версия советского Т-54. Серийно производился с 1963 по 1989 год, общий выпуск составил около 1200 экземпляров. Танк активно поставлялся во многие страны и принимал участие в угандийско-танзанийской войне и китайско-вьетнамской войне 1979 года.

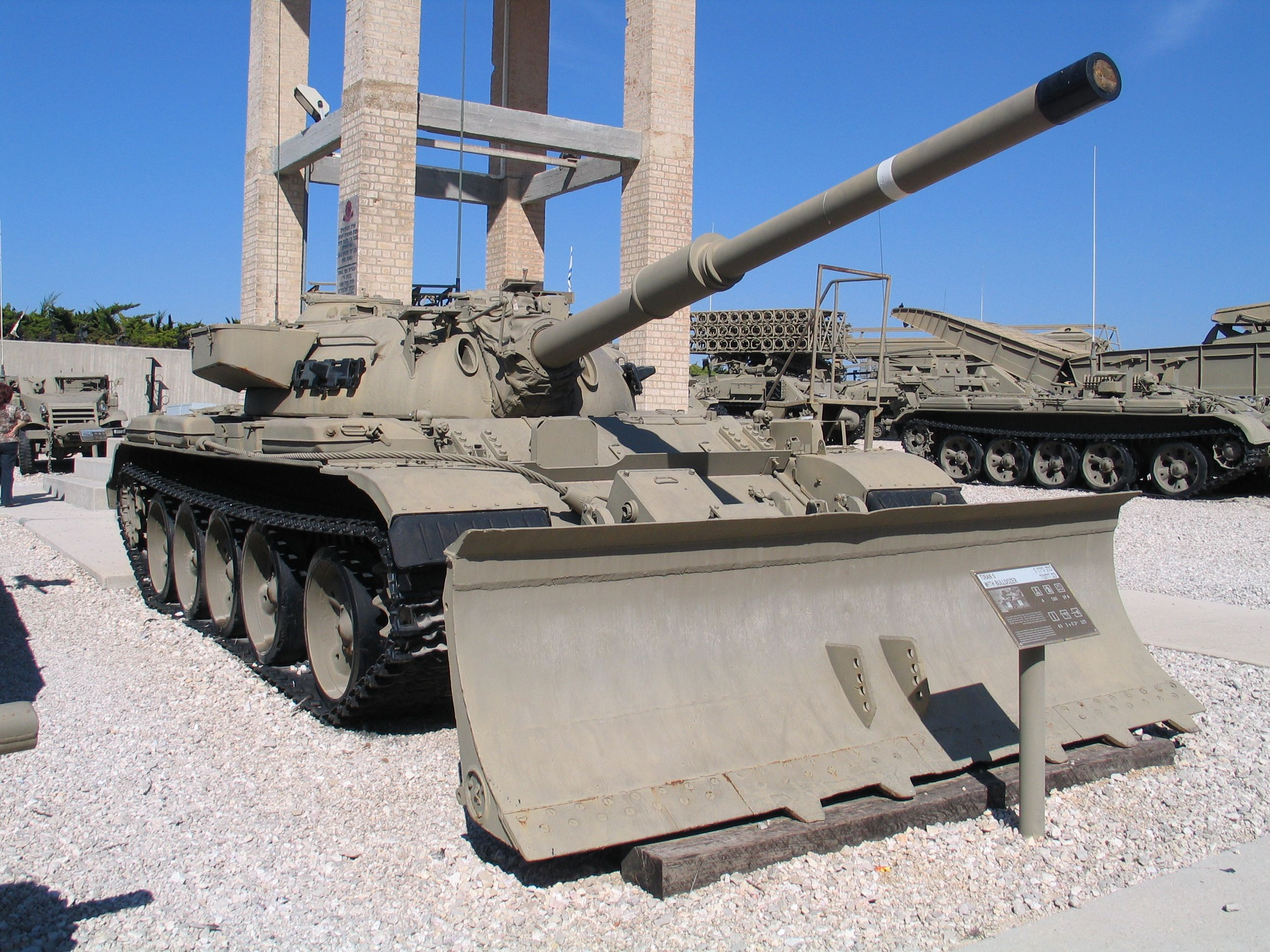
Модифицированный в Израиле Т-54/Т-55 с 105-мм нарезным орудием L7

### Ti-67Тиран-4
Модифицированный в Израиле Т-54. Отличался 105-мм нарезным орудием L7, дымовыми гранатомётами и рядом мелких изменений. Модернизация осуществлялась в конце 1960-х и начале 1970-х годов.

### Ягуар
Китайский проект модернизации танков Т-54, Т-55 и Тип 59, совместно с американскими компаниями «Textron Marine» и «Land Systems».

### Т-55АГМ
Украинский вариант модернизации танков Т-54, Т-55, Т-62 и Тип 59. Масса танка увеличивается до 48 тонн. Двигатель 5ТДФМ мощностью 850 л. с. или 5ТДФА мощностью 1050 л. с. обеспечит танку скорость 75 км/ч по шоссе и 55 — на пересечённой местности. При этом скорость заднего хода — до 30 км/ч. Экипаж модернизированного танка уменьшился до 3 человек за счёт установки автомата заряжания, боекомплект 31 выстрел, из них 18 в АЗ за башней. Усовершенствованная ходовая часть, установлена автоматизированная система управления движением со штурвалом, дополнительная пассивная защита, встроенная динамическая защита, система оптико-электронного противодействия, новое противопожарное оборудование, современная система управления огнём с дублированным управлением с места командира, зенитная установка закрытого типа. Новая пушка по желанию заказчика может быть калибра 125-мм — КБМ-1М, или 120-мм. Система управления огнём автоматическая с тепловизионным прицелом наводчика.

### Т-54Е «Рамзес-II»
Модернизация египетских танков Т-54/55, с использованием агрегатов танков M48 и M60. На танке установлена американская 105-мм нарезная пушка М-68 с бельгийской СУО «Титан» Mk1, американский двигатель AVDQ-1790-5A и египетская трансмиссия ТСМ-304. Подвеска заменена на новую General Dynamics 2880 как на танке M48 «Patton III».

### Т-54AM
Модернизация Т-54А до Т-54М.
Польская модификация Т-54А, производившегося по лицензии. Машину снабдили вращающимся полом боевого отделения, ввели гидравлический усилитель механизма поворота и главного фрикциона, улучшили системы смазки и воздушного запуска двигателя. Несколько изменили крышу МТО, количество и положение ящиков ЗИП.
Увеличили количество топливных баков на надгусеничных полках (запас хода вырос до 830 км) и установили штампованные опорные катки — ОПВТ.

### Т-54AD
Польский командирский вариант Т-54А (Т-54АМ), с дополнительной радиостанцией.

## Машины на базе Т-54

### Советские и российские
- АТ-Т — советский артиллерийский тягач — тяжёлый.
- Объект 431 — советский опытный ракетный танк
- ОТ-54 — (Объект 481) советский огнемётный танк. Создавался на базе Т-54 с установкой автоматического огнемёта АТО-1 вместо спаренного пулемёта в башне танка. Выброс огнемётной смеси осуществлялся порционно струйно, объём смеси в одном выстреле составлял 6-8 литров. Такая конструкция позволяла расширить огневые возможности, сохраняя все характеристики линейного танка по защите, подвижности и вооружению, не изменяя его внешний вид. Танк, оснащённый данной огнемётной системой, мог метать огнесмесь на дальность до 160 м со скорострельностью до 20 выстрелов в минуту.
- ТО-55 — (Объект 482) советский огнемётный танк. Создавался на базе Т-54Б с установкой автоматического огнемёта АТО-200 вместо спаренного пулемёта в башне танка.
- Объект 483 — советский огнемётный танк. создавался на базе Т-54 с установкой автоматического огнемёта АТО-250 вместо пушки в башне танка. Серийно не производился.
- ЗСУ-57-2 — (объект 500) зенитная самоходная установка
- Объект 530 — зенитная самоходная установка
- БМР-2 — советская бронированная машина разминирования. Создана на базе среднего танка Т-54Б.
- БТЛ-1 — советская бронелетучка. Использовалась как в составе Бронепоезда БП-1, так и отдельно.
- БТС-2 — советский бронированный тягач. Разработан на базе среднего танка Т-54

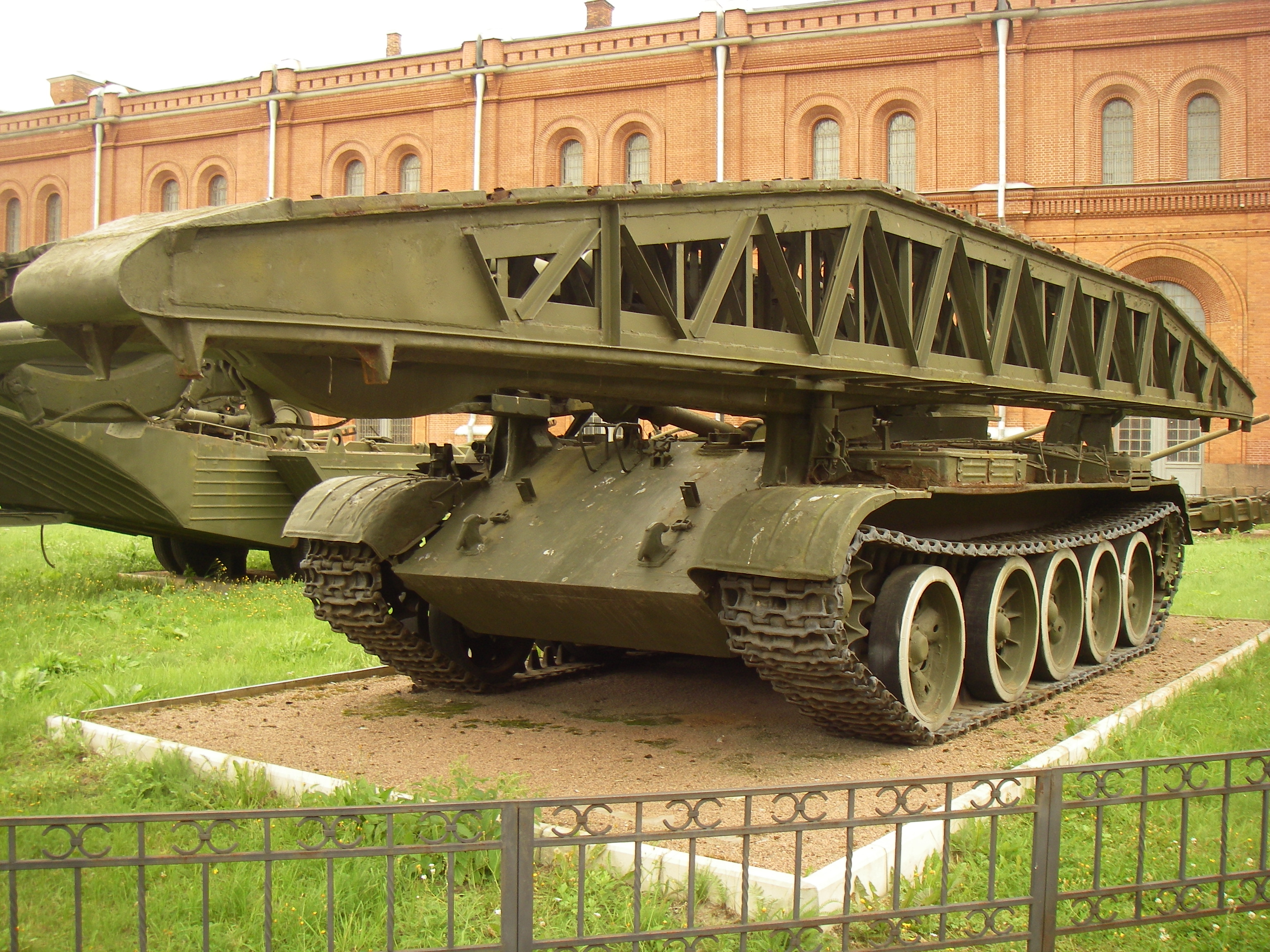
МТУ в музее инженерных войск

- БТС-4А — советский бронированный тягач. Разработан на базе среднего танка Т-54
- БРЭМ-3 — советская бронированная ремонтно-эвакуационная машина. Создана на базе среднего танка Т-54 обр. 1949 года
- ГПМ-1 — советская гусеничная пожарная машина. Создана на базе среднего танка Т-54
- ГПМ-54 — советская гусеничная пожарная машина.
- ПТС — плавающий транспортёр.
- МТУ — танковый мостоукладчик, созданный на базе Т-54. Грузоподъёмность моста — 50 т, максимальная ширина препятствия — 11 м. Масса моста — 10 т. Время на установку/снятие — 2-3 минуты.
- МТУ-20 — танковый мостоукладчик. При изготовлении использовались шасси от танков Т-54 и Т-55
- СПК-12Г — самоходный стреловой поворотный кран.
- СУ-122-54 — штурмовое орудие на базе Т-54, вооружённое 122-мм пушкой. Выпускалось малой серией.

### ГДР
- T-54-T — бронированный тягач. Разработан на базе Т-54А.

### Израильские
- Ахзарит — тяжёлый гусеничный израильский БТР «Ахзарит» на базе Т-54 и Т-55 захваченных у арабских стран во время Шестидневной войны. В БМП переоборудовано от 400 до 500 танков.

## Фотографии

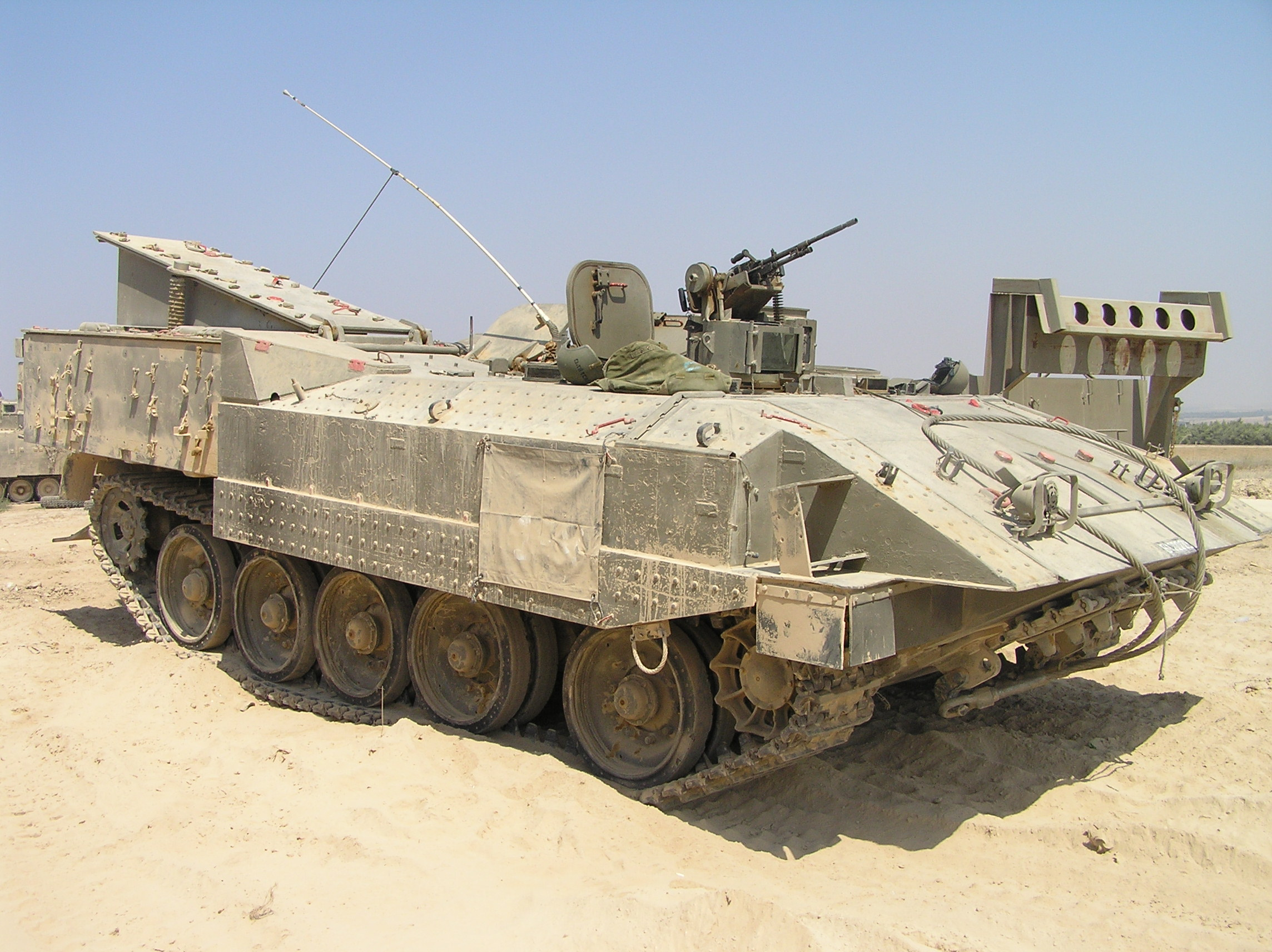
Ахзарит на базе Т-54
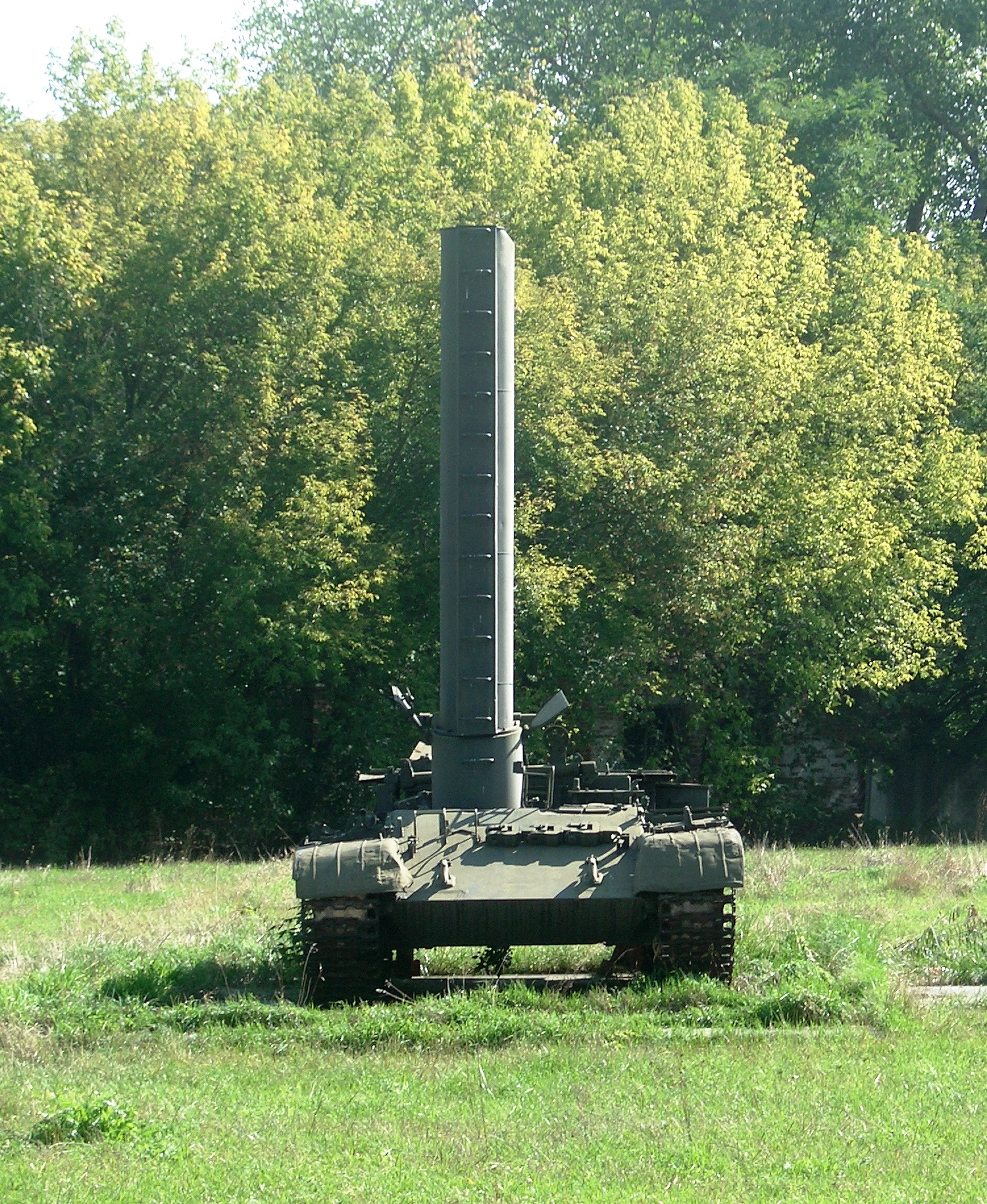
Бронированный тягач БТС-4А на базе Т-54 перед преодолением реки по дну
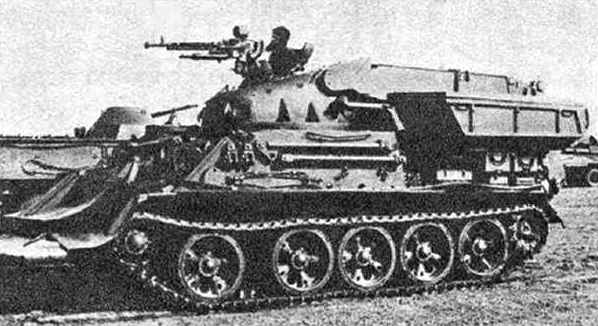
Польская БРЭМ IWT на базе Т-54/55
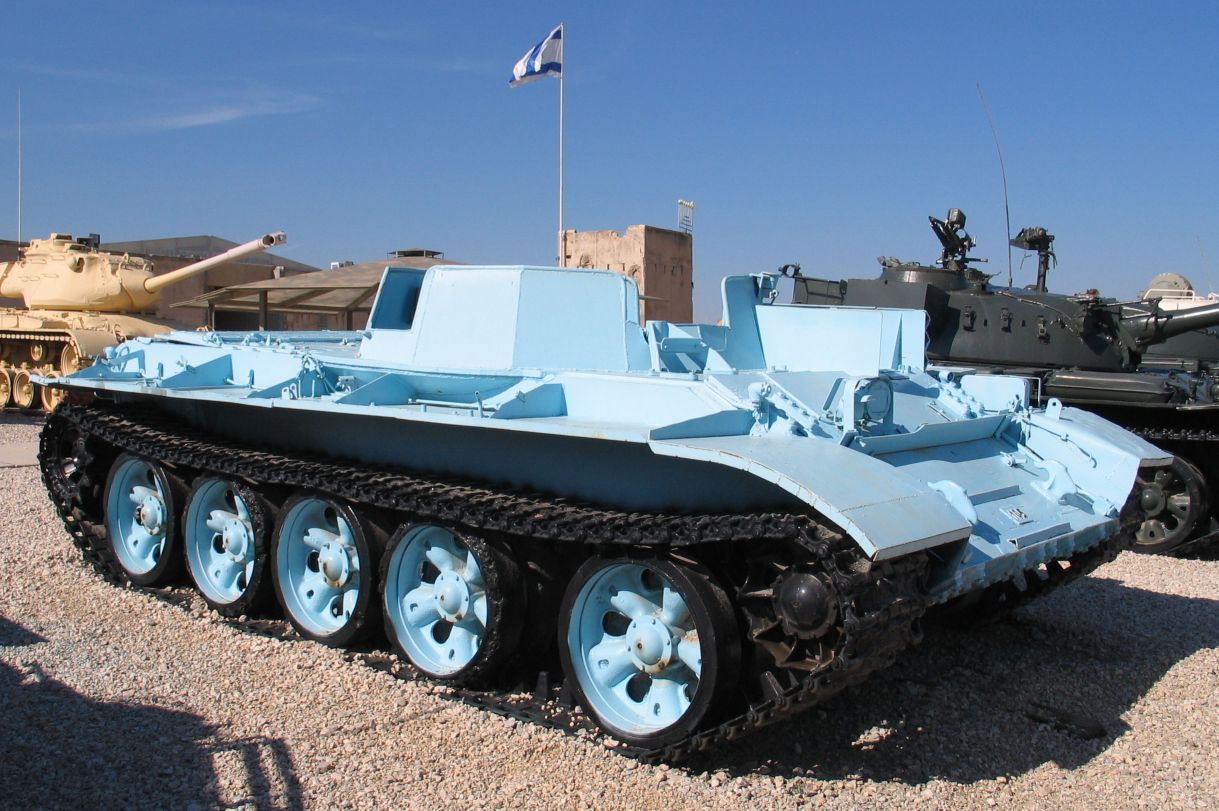
Шасси от Т-54, переделанное в БТР. Был использован Армией Южного Ливана
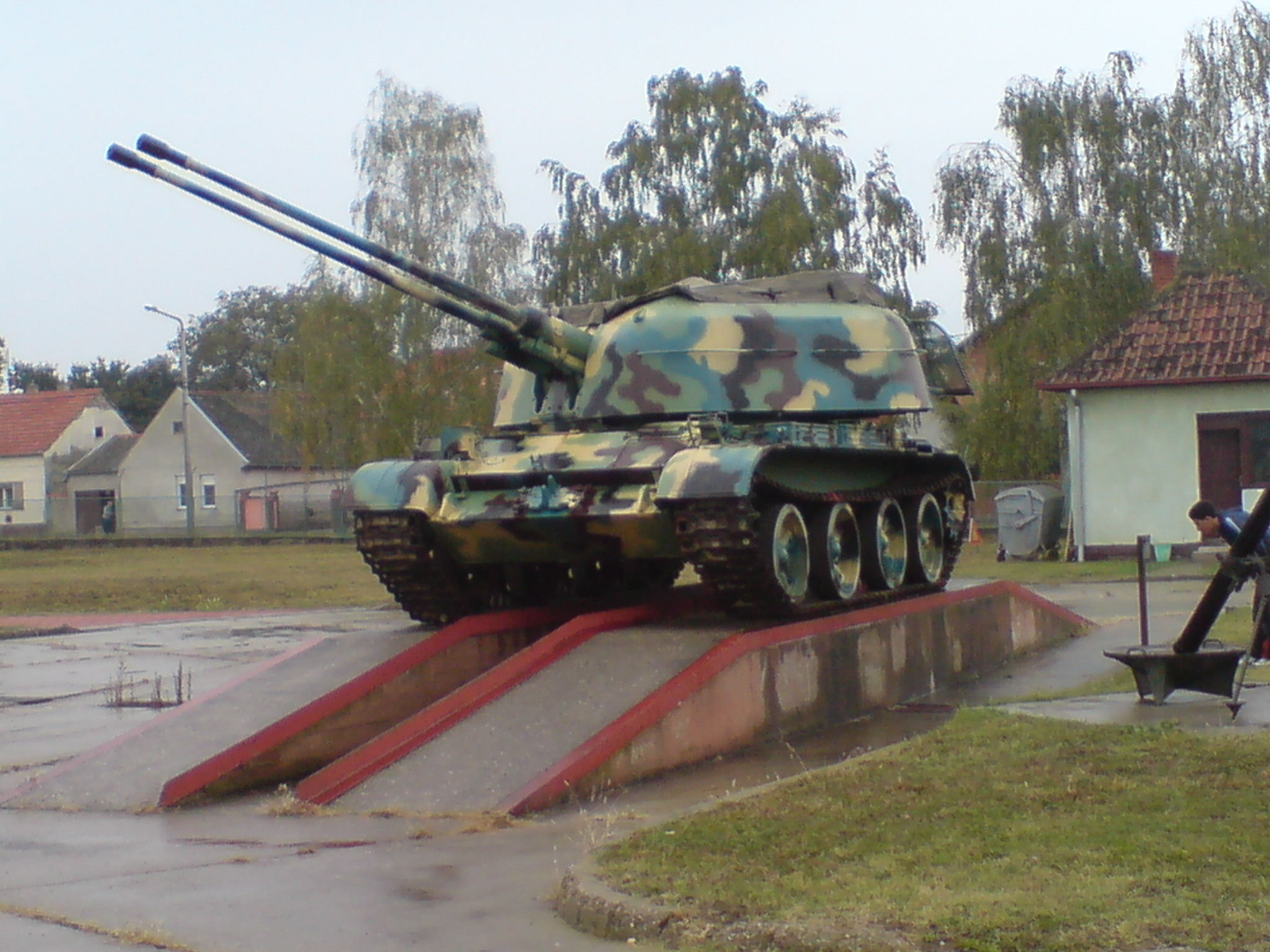
ЗСУ-57-2, созданная на основе шасси Т-54

## Операторы

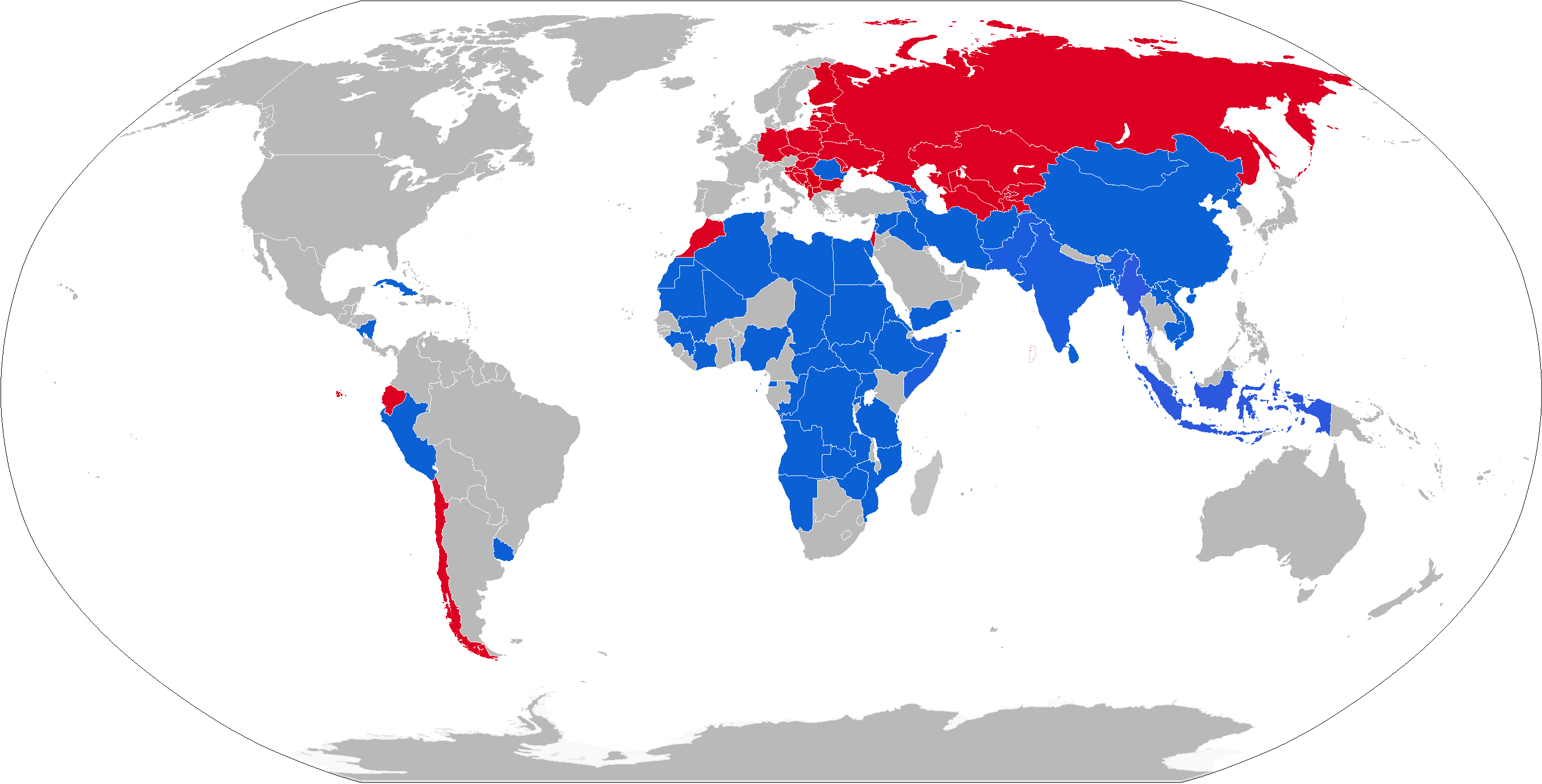
Синим цветом отмечены страны, эксплуатирующие танки T-54/55; красным отмечены бывшие эксплуатанты

### Современные
- Алжир — некоторое количество Т-54 по состоянию на 2017 год[44]. 40 единиц Т-54 поставлено из СССР в 1963 году[29], 25 единиц Т-54 поставлено из СССР в 1966 году[29], 100 единиц Т-54 поставлено из СССР в период с 1966 по 1967 год[29]
- Ангола — некоторое количество Т-54 на 2017 год[45]. Около 200 Т-54 и Т-55 на 2013 год[46], 150 Т-54/Т-55 поставлено из СССР с 1975 по 1978 год[29]
- Армения — 3 Т-54 по состоянию на 2017 год[47]
- Бангладеш — некоторое количество бронированных ремонтно-эвакуационных машин на базе Т-54 на 2017 год[48]. 174 Тип 59 на 2017 год[48].
- Болгария — некоторое количество бронированных ремонтно-эвакуационных машин на базе Т-54 на 2017 год[49]. 1800 Т-54/Т-55 поставлено из СССР.[29] 900 Т-54 поставлены с 1954 по 1959 год.[29] Списаны в 2004—2009 годах.
- Босния и Герцеговина — некоторое количество бронированных ремонтно-эвакуационных машин на базе Т-54 на 2017 год[50]. 150 Т-54 и Т-55 на 2013 год[51]
- Венгрия — некоторое количество бронированных ремонтно-эвакуационных машин на базе Т-54 на 2017 год[52]. 300 Т-54 поставлено из СССР в 1959—1960[29]
- Вьетнам — некоторое количество Т-54 по состоянию на 2017 год[53]. 350 Тип 59 по состоянию на 2017 год[53]. 850 Т-54 и Т-55 по состоянию на 2013 год[54]. 400 Т-54 поставлено из СССР в период с 1970 по 1972 год[29]
- Египет — некоторое количество Т-54, 260 «Рамзес II» на базе Т-54, некоторое количество бронированных ремонтно-эвакуационных машин на базе Т-54 на 2017 год[55]. 260 «Рамзес II» на вооружении, 840 Т-54 и Т-55 на хранении на 2013 год[56]. 1200 Т-54 поставлено из СССР[29]: 350 Т-54 Чехословацкого производства поставлено с 1961 по 1966 год[29], 800 Т-54 Чехословацкого и Польского производства поставлено с 1967 по 1972 год[29], 50 Т-54 поставлено в 1973 году[29]
- Гвинея — 8 Т-54, некоторое количество бронированных ремонтно-эвакуационных машин на базе Т-54 на 2017 год[57], поставлены из СССР в 1974 году.[29]
- Замбия — некоторое количество бронированных ремонтно-эвакуационных машин на базе Т-54 по состоянию на 2017 год[58]. 20 Тип 59 по состоянию на 2017 год[58]. 5 единиц Т-54 поставлено из СССР в 1976 году[29]
- Зимбабве — некоторое количество бронированных ремонтно-эвакуационных машин на базе Т-54 на 2017 год[59]. 30 Тип 59 на 2017 год[59].
- Индия — некоторое количество бронированных ремонтно-эвакуационных машин на базе Т-54 по состоянию на 2017 год[60]. 300 Т-54 Чехословацкого и Польского производства поставлено из СССР в период с 1965 по 1967 год[29]
- Индонезия — некоторое количество бронированных ремонтно-эвакуационных машин на базе Т-54 по состоянию на 2017 год[61].
- Ирак — некоторое количество бронированных ремонтно-эвакуационных машин на базе Т-54 по состоянию на 2017 год[62]. 300 Т-54 поставлено из СССР[29]: 250 Т-54 поставлено в период с 1959 по 1965 год[29], 50 Т-54 поставлено в 1968 году[29]
- Иран — некоторое количество Т-54, бронированных ремонтно-эвакуационных машин на базе Т-54 и Тип 59 на 2017 год[63]. 540 Т-54, Т-55 и Тип 59 на 2013 год[64]
- Йемен — некоторое количество Т-54 по состоянию на 2017 год[65]. 450 Т-54 и Т-55 по состоянию на 2013 год[66]
- Камбоджа — некоторое количество Т-54 и бронированных ремонтно-эвакуационных машин на базе Т-54 по состоянию на 2017 год[67]. 50 Тип 59 по состоянию на 2017 год[67]. Более 150 Т-54 и Т-55 по состоянию на 2013 год[68]. 10 Т-54 поставлено из СССР в 1983 году[29]
- Китай — 2850 Тип 59 по состоянию на 2017 год[69]. Более 4000 Тип 59-I/Тип 59-II по состоянию на 2010 год[70], 3 000 единиц Т-54 поставлено из СССР в период с 1956 по 1961 год, использовались под обозначением Тип 59, были скопированы и производились затем в Китае[29]
- КНДР — некоторое количество Т-54 на 2017 год[71]. Некоторое количество Тип 59 на 2017 год[71]. Более 3500 Т-34, Т-54, Т-55, Т-62 и Тип 59 на 2013 год[72]. 700 Т-54 поставлено из СССР[29]: 400 Т-54 поставлено с 1967 по 1970 год[29], 300 Т-54 поставлено (возможно собраны на территории КНДР) с 1969 по 1974 год[29]
- Демократическая Республика Конго — от 12 до 17 Тип 59 по состоянию на 2017 год[73].
- Республика Конго — некоторое количество Т-54 по состоянию на 2021 год[74] + 15 Тип 59 по состоянию на 2021 год[74].
- Кот-д’Ивуар — некоторое количество бронированных ремонтно-эвакуационных машин на базе Т-54 по состоянию на 2017 год[75]
- Куба — некоторое количество Т-54 по состоянию на 2017 год[76]. Около 900 Т-54, Т-55 и Т-62 по состоянию на 2013 год[77]
- Лаос — некоторое количество Т-54 и бронированных ремонтно-эвакуационная машин на базе Т-54 по состоянию на 2017 год[78]. 15 Т-54 и Т-55 по состоянию на 2013 год[79]. 15 единиц Т-54 поставлены из СССР в 1975 году[29]
- Ливан — 185 Т-54, некоторое количество бронированных ремонтно-эвакуационных машин на базе Т-54 на 2017 год[80]
- Мавритания — некоторое количество Т-54 и бронированных ремонтно-эвакуационных машин на базе Т-54 по состоянию на 2017 год[81].
- Мозамбик — более 60 Т-54 по состоянию на 2017 год[82], поставлены из СССР в 1982 году[29]
- Монголия — некоторое количество Т-54 и бронированных ремонтно-эвакуационных машин на базе Т-54 по состоянию на 2017 год[83]. 370 Т-54 и Т-55 по состоянию на 2013 год[84]. 250 единиц Т-54 поставлены из СССР в период с 1961 по 1964 год[29]
- Мьянма — более 25 тип 59 по состоянию на 2017 год[85]. 10 Т-55 по состоянию на 2012 год[86]
- Намибия — некоторое количество Т-54 и бронированных ремонтно-эвакуационных машина на базе Т-54 по состоянию на 2017 год[87].
- Никарагуа — некоторое количество бронированных ремонтно-эвакуационных машин на базе Т-54 на 2017 год[88]. 20 Т-54 поставлено из СССР в 1985 году[29]
- Пакистан — некоторое количество Т-54 и бронированных ремонтно-эвакуационных машин на базе Т-54 по состоянию на 2017 год[89]. 1100 тип 59 по состоянию на 2017 год[89]. 51 Т-54, Т-55 и 1100 тип 59 по состоянию на 2013 год[90]. 100 единиц Т-54 поставлено из СССР в 1969 году[29]
- Россия — некоторое количество Т-54 на хранении по состоянию на 2023 год[91]. 22 марта 2023 года была замечена расконсервация и переброска Т-54. По данным Oryx и Conflict Intelligence Team, танки будут использованы в ходе вторжения России на Украину[92][93][94][91].
- Руанда — некоторое количество Т-54 бронированных ремонтно-эвакуационных машин на базе Т-54 на 2017 год[95]. 24 Т-54 и Т-55 на 2013 год[96]
- Сербия — некоторое количество бронированных ремонтно-эвакуационных машин на базе Т-54 по состоянию на 2017 год[97].
- Сирия — некоторое количество бронированных ремонтно-эвакуационных машин на базе Т-54 по состоянию на 2017 год[98].
- Словения — некоторое количество бронированных ремонтно-эвакуационных машин на базе Т-54 по состоянию на 2017 год[99].
- Сомали — некоторое количество Т-54 по состоянию на 2017 год[100]. 100 единиц Т-54 поставлено из СССР в период с 1973 по 1974 год[29]
- Судан — некоторое количество Т-54 и 60 Тип 59 по состоянию на 2017 год[101]. 300 Т-54 и Т-55 на 2013 год[102]. 50 Т-54 поставлено в период с 1969 по 1970 год[29]
- Танзания — некоторое количество Т-54 и 15 Тип 59 на 2017 год[103]. 30 Т-54 и Т-55 на 2013 год[104]
- Того — некоторое количество Т-54 по состоянию на 2017 год[105]
- Уганда — некоторое количество Т-54 бронированных ремонтно-эвакуационных машин на базе Т-54 на 2017 год[106]. 185 Т-54 и Т-55 на 2013 год[107]
- Украина — некоторое количество бронированных ремонтно-эвакуационных машин на базе Т-54 по состоянию на 2017 год[108].
- Эритрея — некоторое количество Т-54 и бронированных ремонтно-эвакуационных машин на базе Т-54 на 2017 год[109]. 270 Т-54 и Т-55 на 2013 год[110]
- Эфиопия — некоторое количество Т-54 и бронированных ремонтно-эвакуационных машин на базе Т-54 по состоянию на 2017 год[111]. Более 246 Т-54, Т-55 и Т-62 по состоянию на 2013 год[112]. 200 единиц Т-54 поставлено из СССР в период с 1977 по 1978 год[29]

### Сняты с вооружения
- Афганистан — всего поставлено 1005 Т-54/Т-55 из СССР.[29] 50 Т-54 поставлено с 1962 по 1964 год[29], 200 Т-54 поставлено с 1978 по 1979 год[29]
- ГДР — 500 единиц Т-54 поставлено из СССР в период с 1957 по 1960 год[29]
- Германия — достались от ГДР, списаны в начале 1990-х.
- Израиль — 261 Ti-267, 126 Т-54/55/Т-62С, по состоянию на 2010 год[113].
- Казахстан — 540 Т-54, Т-55 и М-77, по состоянию на 2010 год[114]
- Ливия — более 1040 Т-54/55 на хранении, по состоянию на 2010 год[115]. 800 единиц Т-54 поставлено из СССР[29]: 100 единиц Т-54 поставлено в период с 1970 по 1971 год[29], 500 единиц Т-54 поставлено в 1976 году[29], 200 единиц Т-54 поставлено по другому заказу в период с 1976 по 1977 год[29]
- Мали — 12 Т-54 и Т-55, по состоянию на 2013 год[116]
- Марокко — 120 Т-54 поставлено из СССР[29]: 40 Т-54 в 1962 году[29], 80 Т-54 Чехословацкого производства из СССР с 1967 по 1968 год[29]
- Польша — 1500 единиц Т-54 произведено по лицензии в период с 1954 по 1964 год[29]
- Перу — 24 единицы Т-54 поставлены из СССР в 1969 году[29]
- Северный Йемен — 200 единиц Т-54 поставлено из СССР в период с 1979 по 1980 год[29]
- Сербия и Черногория — 1980 единиц Т-54 и Т-55 поставлено из СССР в период с 1962 по 1970 год[29]
- Финляндия — 100 Т-54/Т-55, по состоянию на 1990 год.[117] 50 единиц Т-54 поставлено из СССР в период с 1960 по 1961 год[29]
- Чехословакия — 1800 единиц Т-54 произведено по лицензии в период с 1958 по 1963 год[29], перешли к образовавшимся после распада государствам
- Южный Йемен — 20 единиц Т-54 поставлено из СССР в период с 1972 по 1973 год[29]

## Служба
1. 42-я гвардейская мотострелковая дивизия: 187 единиц Т-54 на конец 1980-х гг.;[118]
2. 43-я мотострелковая дивизия: 249 единиц Т-54 на конец 1980-х гг.;[118]
3. 100-я гвардейская мотострелковая дивизия: 116 единиц Т-54 на конец 1980-х гг.;[118]
4. 161-я мотострелковая дивизия: 128 единиц Т-54 на конец 1980-х гг.;[118]

## Боевое применение
Танки Т-54 приняли участие в следующих вооружённых конфликтах:
1. Венгерское восстание 1956 года — использовались в составе Советской Армии[119].
2. Шестидневная война (1967) — использовались в составе египетских и сирийских танковых войск[120].
3. Операция «Дунай» (1968) — использовались в составе Советской Армии совместно с танками Т-55[119].
4. Война во Вьетнаме — использовались в составе войск Северного Вьетнама[121].
5. Гражданская война в Камбодже — использовались в составе войск Северного Вьетнама[122].
6. Третья индо-пакистанская война — применялись индийскими войсками[121].
7. Арабо-израильская война 1973 года — применялись в составе войск Египта, Сирии и Ирака, кроме того, трофейные Т-54 и Т-55 применялись израильской армией[120].
8. Гражданская война в Анголе (1980-е) — применялись народной армией Анголы против группировки УНИТА, а также войсками ЮАР[121].
9. Война за Огаден (1977—1978) — применялись в составе войск Сомали и Эфиопии[121].
10. Китайско-вьетнамская война (1979) — применялись войсками Вьетнама при отражении наступлений китайских войск на северные провинции[121]. Китай задействовал для проведения операции около 300 танков из которых 48 было уничтожено и захвачено.
11. Афганская война (1979—1989) — состояли на вооружении ограниченного контингента Советской Армии[119].
12. Ирано-иракская война (1980—1988) — применялись иракской армией[121]
13. Ливанская война (1982) — использовались сирийскими войсками, кроме того, со стороны Израиля применялись модернизированные ТИ-67[120].
14. Война в Персидском заливе (1991) — применялись иракской армией[121].
15. Вторжение России в Украину (2022) — использовались вместе с Т-62 российской стороной в качестве самоходных артиллерийских установок для стрельбы с закрытых позиций из-за недостаточного количества современных САУ.

Также, успешно применялись в качестве самоходных артиллерийских установок (САУ) в ходе различных локальных войн и вооруженных конфликтов.

### Венгерское восстание 1956 года

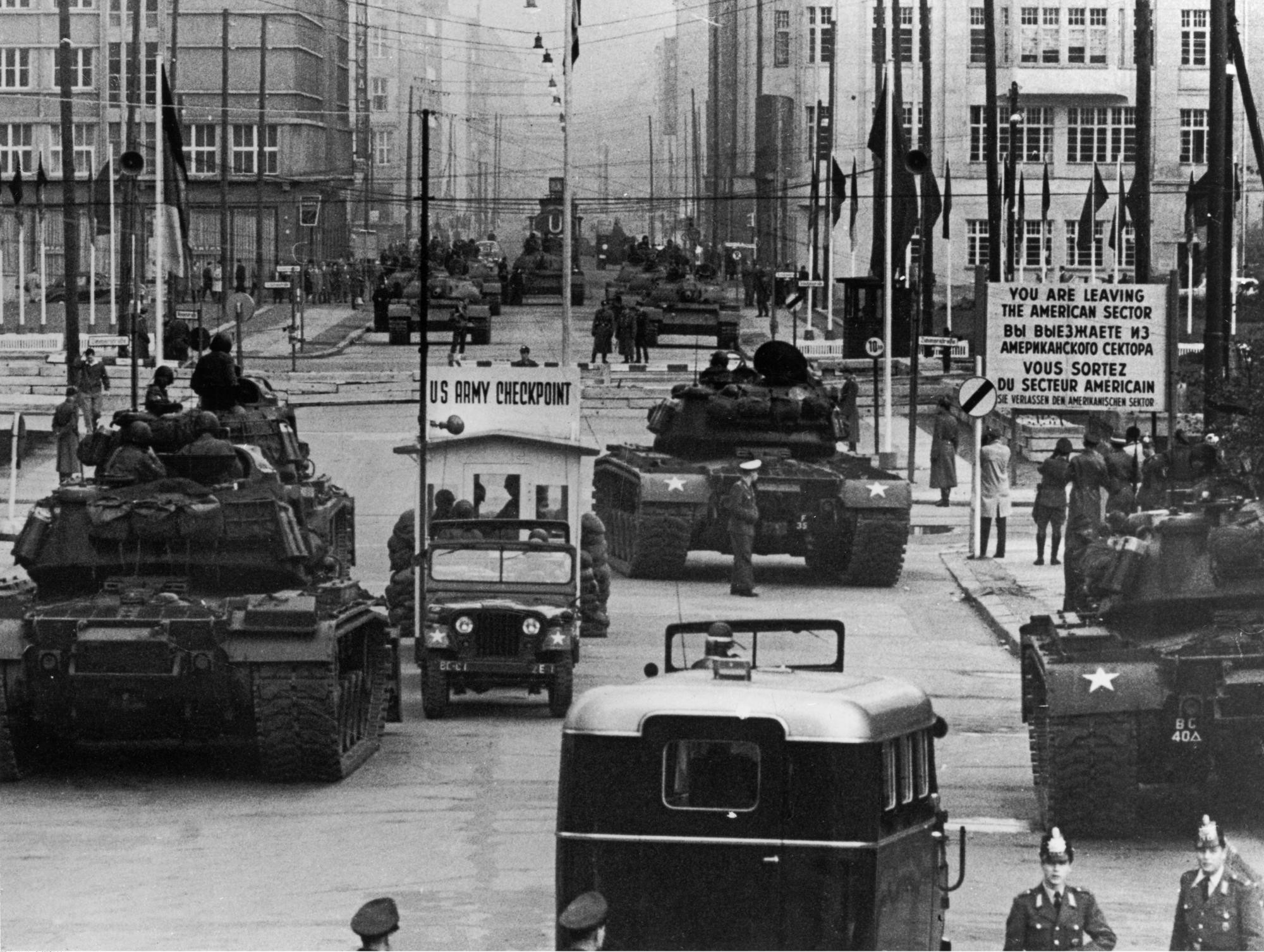
Советские и американские танки во время инцидента у КПП «Чарли». Берлин, 27 октября 1961 года

В ходе вторжения СССР в Венгрию в 1956 году (операция «Фокус») танки Т-54 применялись советской армией. 4 ноября советская армия начала операцию «Вихрь». К 6 ноября большая часть Будапешта была захвачена. К концу операции советская армия захватила около 100 танков, САУ, 15 артиллерийских орудий и 47 зенитных орудий. Танк Т-54 А. Г. Одинцова 31-й дивизии в ходе боёв уничтожил 1 танк, 3 орудия и 8 пулемётных точек. 31-я дивизия потеряла в ходе боёв несколько танков Т-54, в том числе один захваченный был доставлен к британскому посольству, где его успели изучить английские специалисты. На основе изучения брони танка Т-54 в Великобритании была создана 105-мм пушка Royal Ordnance L7.

### Шестидневная война

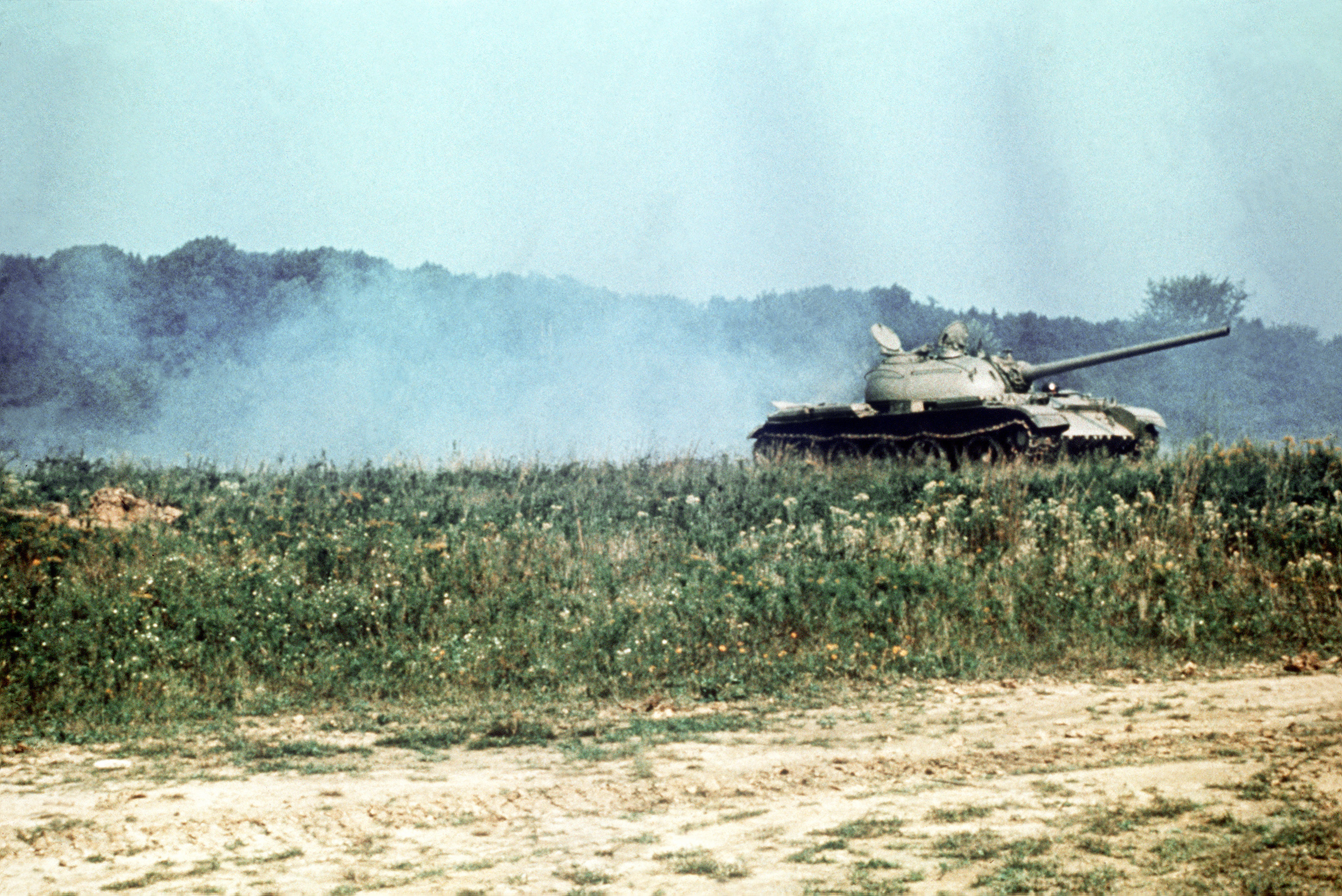

Впервые изучить танк Т-54 израильтянам удалось в начале 1960-х годов, когда группа израильских военных специалистов была отправлена в Марокко.
Египетский фронт

Использовались в составе египетских танковых войск. Против шести египетских дивизий (включая пехотные) в наступление были брошены три израильских. В численном выражении в Синае столкнулись 920 египетских и 717 израильских танков. Известный бой произошёл ночью с 7 на 8 июня, когда 19-й батальон израильских AMX-13, по дороге на Исмаилию, столкнулся с двумя батальонами египетских Т-54. Завязался ближний бой. В начале боя египетский Т-54 выстрелом 100 мм пушки поразил миномётную установку со снарядами. Установка взорвалась и вывела из строя ещё семь БТР и один AMX-13. 20 израильтян были убиты на месте. Следующим попаданием были уничтожены ещё два израильских танка. Ответный огонь был неэффективен — снаряды AMX-13 отскакивали от брони Т-54. Через некоторое время израильтяне начали отступать. На помощь к батальону был отправлен дивизион средних танков. Не дожидаясь приказа, подошедшие на помощь танки атаковали египтян, уничтожили 10 Т-54 и вернули утраченные позиции. По данным некоторых российских источников израильская армия уничтожила или захватила 291 одних только Т-54, что составляло треть всех египетских танковых потерь. По израильским данным Египет потерял 256 танков Т-54 и Т-55.
Сирийский фронт

Сирийские бронетанковые войска состояли из 14-й и 44-й бронетанковых бригад, с несколькими дополнительными батальонами Panzer IV, T-34-85 и T-54, и некоторым количеством самоходок СУ-100 и StuG III. Многие из этих танков и самоходок были хорошо окопаны по самые башни. Против двух сирийских бригад в наступление были брошены шесть израильских.
Израильское наступление начала бронетанковая бригада Мандлера в полдень 9 июня. Некоторая путаница с направлением по каменистым дорогам вынудила бригаду идти в наступление на сильно укреплённые участки в раздроблённом состоянии. К полудню 10 июня израильтяне захватили ключевой город Кунейтру. Вечером того же дня в силу вступило перемирие. Сирия потеряла 73 танка, включая около 10 Т-54 (половина из них была брошена в исправном состоянии). Израильтянам сражение на Голанах обошлось в 160 подбитых танков, в основном «Супершерманов» и «Центурионов».

### Война во Вьетнаме
Первые Т-54 во Вьетнам были поставлены в 1964 году и были приняты на вооружении 202-го танкового полка. По западным данным к 1969 году Северный Вьетнам имел 60 танков Т-54. За всю войну Советский союз поставил в Демократическую Республику Вьетнам 687 танков, включая около 400 Т-54. В войне впервые в бою использовались китайские танки Type-59 и Type-62, сделанные на основе Т-54. Около 350 Type-59 и около 100 Type-62 было получено от Китая.

#### Lam Son 719
В феврале 1971 года, во время операции Lam Son 719, произошли первые танковые бои между северовьетнамскими и южновьетнамскими войсками, при широкомасштабной авиационной поддержке последних. Наступление начала южновьетнамская 1-я бронетанковая бригада, имевшая на вооружении лёгкие танки М41. По южновьетнамским данным, в первом бою северовьетнамцы потеряли 6 Т-54 и 16 ПТ-76, у южновьетнамских M41 потерь не было. Позднее в ещё одном бою было уничтожено 3 Т-54 и 12 ПТ-76 при потере 3 БТР. В ходе третьей северовьетнамской атаки южновьетнамцы уничтожили 15 танков (типы не уточняются), потеряв 6 БТР. Соседние взводы южновьетнамцев потеряли 5 M41 и 25 БТР M113. Две трети северовьетнамских танков было уничтожено авиацией. После этих сражений южновьетнамцы начали планомерное отступление, превратившееся в паническое бегство. Американский самолёт-разведчик позже увидел длинную колонну из брошенных 43 танков M41 и 80 БТР M113. Всего южновьетнамцы потеряли 54 танка M41, 87 БТР M113, 96 орудий, 211 грузовиков и 37 бульдозеров. Сами северовьетнамцы потеряли 88 танков подбитыми, включая некоторое количество Т-54 и 13 орудий. Это было первое сражение, в котором южновьетнамцы столкнулись с Т-54, в результате была полностью уничтожена 1-я бронетанковая бригада. Выяснив, что M41 не в состоянии противостоять танкам Т-54, американцы начали перевооружать южновьетнамцев на средние танки M48.

#### «Пасхальное наступление»
Весной 1972 года Северный Вьетнам начал «Пасхальное наступление». В наступлении участвовало около 322 северовьетнамских танка, в основном Т-54. Оценки американской разведки в принципе совпадали с настоящим количеством, по их данным Северный Вьетнам перед началом наступления имел от 330 до 370 танков. Южновьетнамцы обладали 550 танками и 900 бронетранспортёрами.
Первый удар приняла на себя южновьетнамская 3-я пехотная дивизия и была практически полностью уничтожена, потеряв почти все танки, бронетранспортёры. Впервые северовьетнамцам удалось захватить тяжёлые 175-мм самоходки M107.
Во время боёв за город Куангчи (Quang Tri) южновьетнамские танкисты выработали тактику борьбы с северовьетнамской бронетехникой — с больших дистанций, из засад, расстреливая колонны северовьетнамцев. Так, по южновьетнамским данным, 2 апреля 1972 года танки M48 «Паттон» с 3 километров открыли огонь по северовьетнамской колонне. Было уничтожено девять лёгких танков ПТ-76 и два средних Т-54. Оставшиеся танки северовьетнамцев отступили. По данным морпехов США огонь вёлся не с 3 километров а на дистанции от 2 до 2,5 километров, и уничтожено было 7 северовьетнамских танков (а не 11).
9 апреля, во время боя за Педро перед Куанчи, южновьетнамские танкисты заявили, что огнём их танков M48 уничтожено и захвачено 17 Т-54, при этом они сами потерь не понесли. Официальные заявления ВМС США по-другому описали этот бой. Так, по данным морпехов США, северовьетнамцы имели всего 16 танков, из которых уничтожено было 13 Т-54 а не 16, а захвачено было 2 а не 1. Последняя 16-я «пятьдесятчетвёрка» смогла уйти. При этом потери были не только от огня M48, а также от мин (не меньше 1 Т-54), штурмовиков A-1 и ручных противотанковых средств.
7 апреля северовьетнамцы с применением бронетехники захватили город Локнинь, разгромив находящуюся в нём бронетехнику южновьетнамцев. В ходе сражения было уничтожено и захвачено 38 танков M41 и БТР M113. Также было уничтожено 8 САУ. Потери в ходе боя составили 2 танка Т-54 и 1 ПТ-76.
13 апреля северовьетнамцы начали штурм южновьетнамского города Анлока. Наступление поддерживали 48 танков различных типов, в том числе 17 южновьетнамских, захваченных ранее (позже северовьетнамцы ввели в бой ещё несколько десятков танков увеличив группу до примерно 100 танков). Удержать город оказалось возможным только благодаря авиационной поддержке. По наступающим северовьетнамцам работало все что могло летать: от стратегических бомбардировщиков Б-52 до новейших вертолётов АН-1 «Хью Кобра». Авиации удалось отсечь пехоту от танков, и на улицах города Т-54 и Т-34 стали добычей гранатомётов M72 LAW. За три дня боёв было уничтожено 23 танка, главным образом Т-54. Общие потери северовьетнамцев в Анлоке составили 80 танков. Потери южновьетнамской бронетехники в ходе боя составили более 30 танков, 50 бронемашин и несколько САУ. В ходе этого сражения имел место трагический случай, когда один Т-54, прорвавшийся в центр города, открыл огонь по католической церкви, убив более 100 мирных жителей. Город так и не был взят.
27 апреля пала укреплённая линия обороны южновьетнамцев вдоль реки Куа Вьет, которую северовьетнамцы не могли взять со 2 апреля. Причём им даже не пришлось её атаковать, южновьетнамцы разбежались увидев свои же танки M48 20-го бронетанкового полка.
В конце апреля 1972 года 18 северовьетнамских танков Т-54 203-полка, двумя колоннами, атаковали город Тан Чанх. Этот район обороняла 22-я пехотная дивизия и два танковых полка M41. Первая колонна Т-54 атаковала главные ворота. Увидев наступающие танки, 900 южновьетнамских солдат поддержки в панике разбежались. Одиночный Т-54 под номером 377 с ходу ворвался в группу из 7 южновьетнамских танков M41 и последовательно уничтожил их одного за другим. В дальнейшем, эта «пятьдесятчетвёрка» была подбита из гранатомёта. На западной части города южновьетнамские гранатомётчики уничтожили ещё два Т-54, однако остановить наступление так и не удалось. Оборона была быстро сломлена, лишь немногие южновьетнамские и американские солдаты смогли вырваться из города. В результате осады вся 22-я дивизия южновьетнамцев была уничтожена, было потеряно 14 танков M41 и несколько десятков орудий, отмечались случаи, когда южновьетнамские танкисты, увидев Т-54, бросали свои M41 и убегали.
Северовьетнамцы атаковали аэродром Дакто, где попали под удар американского AC-130, подбившего не менее 7 Т-54.
24 апреля четыре северовьетнамских Т-54, из числа захвативших Тан чанх, были перенаправлены для атаки на аэродром Дакто 2. Для подготовки операции была использована секретная дорога в горах и густых джунглях. Ночью две «пятьдесятчетвёрки» ворвались на аэродром. Первый танк перегородил выезд к Бен Хету, второй встал посреди аэродрома и начал методично уничтожать бункеры 47-го полка. Два танка M41, обороняющих аэродром, подъехали с фланга и выстрелили шесть раз в борта Т-54, не причинив им вреда. Танки северян быстро развернули башни и уничтожили оба танка южан. Вертолёты «Кобра», вылетевшие на помощь осаждённому аэродрому, также не смогли остановить Т-54 — 70 мм ракеты не причиняли «пятьдесятчетвёркам» ущерба. В результате двух крупных операций северовьетнамцы заняли позиции в 25 милях от Контума, несколько контратак южновьетнамских танков были успешно отражены.
2 мая был полностью уничтожен южновьетнамский 20-й бронетанковый полк.
В конце мая северовьетнамцы совершили последнее крупное наступление, поддерживаемое 30 танками в районе провинции Контум. Атака была отбита. За одно утро двумя американскими вертолётами UH-1 с управляемыми ракетами TOW было уничтожено пять Т-54.
За все время «Пасхального наступления» в 1972 году Вьетнамская народная армия потеряла 250 танков, в том числе 134 танка Т-54. Американский историк Джеймс Мур насчитал «свыше 700 уничтоженных северовьетнамских танков», что в несколько раз превышает количество имевшихся танков у северовьетнамцев. Южный Вьетнам потерял около половины своих танков.

#### 1973-1974
За 1973 год известны подробности двух танковых боёв с участием Т-54. В первом бою, в январе во время танкового сражения за Куа Вьет, одиночным Т-54 были уничтожены 2 танка M48 20-го южновьетнамского батальона. Во время второго боя, в марте на территории провинции Контум, рота из 12 Т-54 отразила атаку 21-го батальона южновьетнамцев. В ходе танкового боя, огнём «пятьдесятчетвёрок» были уничтожены 3 танка M48 и грузовики снабжения.

#### Конец войны

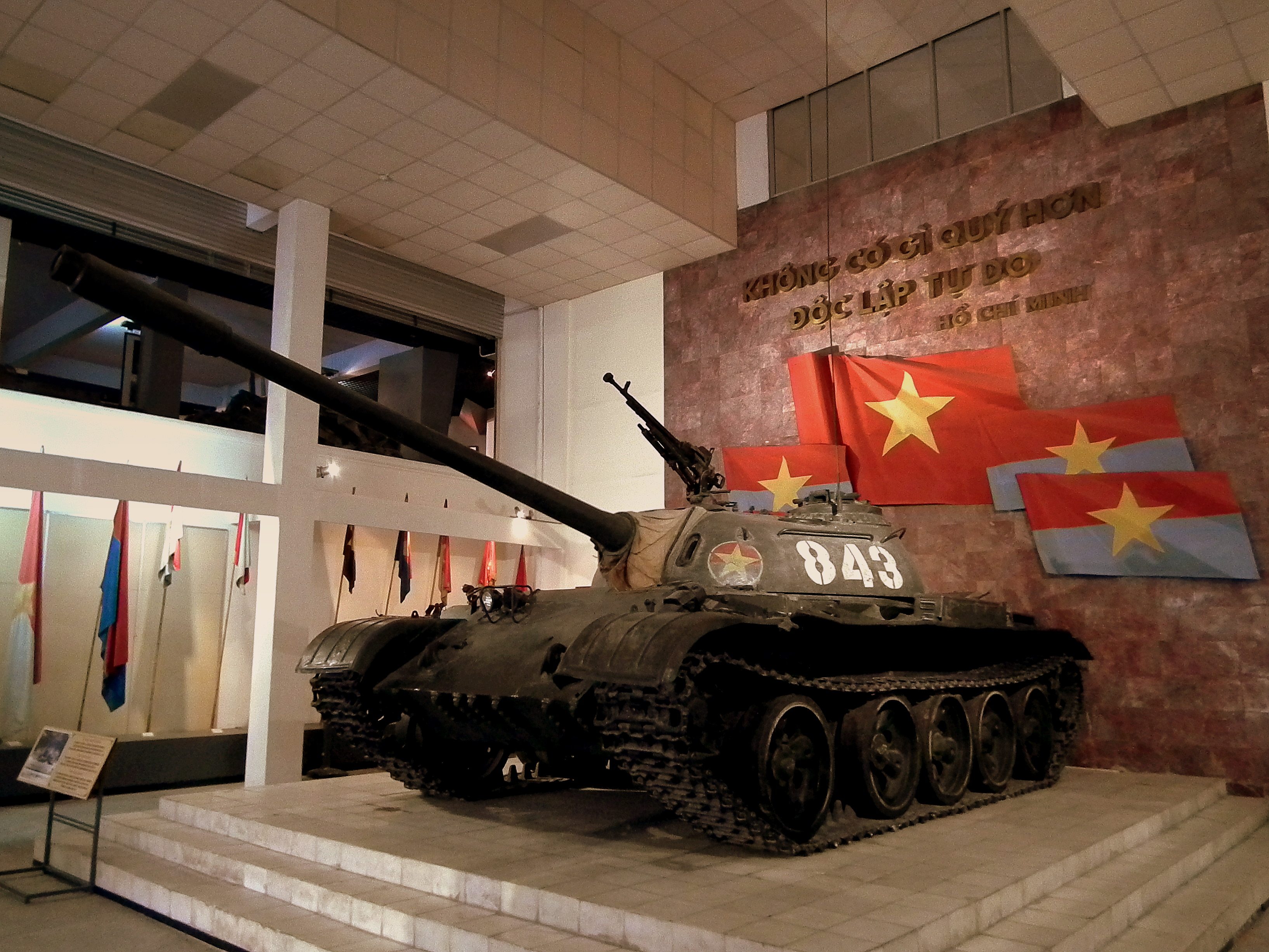
Северовьетнамский Т-54 номер 843 в военном музее в Ханое

9 марта 1975 года северовьетнамское командование начало операцию «Цветок лотоса». Наступающие войска обладали 700 танками, в основном Т-54 и 400 орудиями, южане имели около 2000 единиц бронетехники и более 1500 орудий.
Операция началась в два часа ночи с мощной артиллерийской подготовки. В 7:30 в атаку пошли Т-54. Через час сопротивление 53-го полка правительственных войск было подавлено. Потери составили пять Т-54. К 18 марта город Бан-Ми-Суот и его окрестности были полностью освобождены. 19 марта был захвачен Куангчи. Южновьетнамский президент принял решение эвакуировать войска и проправительственно настроенных жителей из горного района. Под ударами подразделений армии ДРВ отступление перешло в паническое бегство. Ценой потери 320 танков, в основном M48 «Паттон» и нескольких сотен БТР удалось вырваться из центрального района и достичь 25 марта побережья Южно-Китайского моря. В этот же день был захвачен Хюэ. 30 марта был взят Дананг.
Армия ДРВ нанесла удары по всей территории Южного Вьетнама. 7 апреля из танковых пушек был обстрелян Сайгон. 20 апреля пал Хуанлок, где у 4-го армейского корпуса армии ДРВ ушло почти две недели на подавление сопротивления южновьетнамской 18-й дивизии, при этом северовьетнамцы потеряли 37 танков неопределённых типов. 25-го президент Тхьеу эмигрировал в Тайвань. В битве за Лонг Тхнах южновьетнамцы заявили что уничтожили 12 Т-54.
29 апреля северовьетнамцы, потеряв 4 Т-54, захватили авиабазу Тан-Сон-Нат, расположенную в предместьях Сайгона. В ходе танкового штурма было захвачено большое количество южновьетнамских и американских самолётов и вертолётов (только летательных аппаратов принадлежащих США было захвачено 12 штук). Южновьетнамская армия была полностью разгромлена.
Вечером 29 апреля танкистам 203-го танкового полка было приказано 30 апреля взять штурмом президентский дворец. На рассвете семь Т-54 ворвались в Сайгон. По дороге они подстрелили два M41 и четыре М113 — последние гусеничные машины, уничтоженные в ходе войны. В 12:15 танк Т-54 с бортовым номером 843 протаранил забор президентского дворца. Война закончилась. Решающую роль в этой победе сыграли танки, преимущественно Т-54.
Всего в результате сокрушительного удара северовьетнамских Т-54 было уничтожено и захвачено 250 танков M48A3, 300 M41A3, 1381 бронетранспортёр M113A2 и 1607 единиц артиллерии, включая 80 самоходок M107.

### Война в Анголе
Применялись ангольскими и кубинскими войсками, а также боевиками УНИТА. В 1976 году СССР поставил в Анголу около 200 танков Т-54. В 1987—1989 годах были поставлены ещё около 100 Т-55, которые участвовали в гражданской войне.
УНИТА и ФНЛА имели свои источники поставок танков. Так, в 1976 году в одном из боёв в районе Донду бойцами ФАПЛА был захвачен китайский танк Type-59. Участвовавший в этой операции советский военный специалист капитан Владимир Заяц был награждён медалью «За боевые заслуги». Он лично передал по акту машину представителям ГРУ. Танк был перевезён в порт Луанды, погружён на советский БДК и отправлен на изучение в СССР. Было выяснено, что этот танк попал в Анголу из Заира и он был один из двух поставленных. Что интересно, официально на вооружении Заира Type-59 никогда не стоял.
С сентября 1987 по июнь 1988 года танки участвовали в крупном сражении за Куито-Куанавале. Правительственные войска начали наступление на группировки УНИТА при поддержке около 150 танков Т-54 и Т-55. 13 сентября произошло первое танковое сражение с южноафриканскими бронемашинами «Ратель». Юаровцы вывели из строя 5 ангольских Т-54 и Т-55, потеряв 3 «Рателя». Вскоре юаровцы смогли переломить ход наступления и начали осаду Куито Куанавале. 14 февраля 1988 года отряд кубинских танков из 7 Т-54 и 1 Т-55 остановил наступление юаровцев и УНИТА возле реки Тампо. В ходе танкового боя кубинские Т-54 вывели из строя один «Олифант» и два «Рателя» потеряв три своих танка. Ещё три Т-54 было уничтожено и один повреждён огнём гранатомётов.
Юаровские источники заявляли что в ходе всей кампании 1987—1988 годов было подбито 94 ангольских и кубинских танка Т-54, Т-55, Т-34-85 и ПТ-76. Однако эта цифра не была подтверждена.
Осенью 1999 года правительственные войска, при поддержке танков, начали массированное наступление на позиции группировок УНИТА. В результате к середине 2000 года основные базы УНИТА были разгромлены и захвачены. Только на базах Андуло, Байлундо и Джамба были захвачены 27 унитовских танков, 40 БМП и БТР, 45 артиллерийских и 60 зенитных орудий.

### Российско-Украинская война
22-го марта 2023 года группа расследователей Conflict Intelligence Team (CIT) опубликовала полученные от источника фотографии железнодорожного состава с танками, который в эти дни движется с Дальнего Востока на запад России. На платформах – снятые с консервации танки Т-54. До этого самыми старыми из танков, которые армия РФ использовала против Украины, были Т-62, производившиеся с 1961 года.
В марте 2024 года зафиксирован случай боевого применения российского Т-54, когда один танк был выведен из строя.

## Оценка машины
Первое поколение послевоенных танков, к которым относится Т-54, начало создаваться ещё непосредственно во время Второй мировой войны, хотя и не приняло участия в боевых действиях. Вторая мировая война дала сильнейший толчок развитию танкостроения. Был накоплен богатый опыт ведения войны с участием бронетехники. Разработаны новые крупнокалиберные орудия, новые виды брони, появилась защита от радиации и оружия массового поражения, появился стабилизатор наведения, а также многое другое. С 1946 года Т-54 и его модификации по всем параметрам превосходили иностранные средние танки, а его орудие — 100-мм танковая пушка Д-10Т имело лучшие показатели бронепробиваемости. Лишь спустя 12 лет англичане создали более мощную танковую пушку L7 калибром 105 мм.
Однако компоновка корпуса танка, унаследованная от Т-44, хотя и обеспечивала преимущества советского танка перед зарубежными аналогами, не давала возможности дальнейшего повышения защищённости, особенно от новых 90 и 105-мм кумулятивных и бронебойно-подкалиберных снарядов. Нестабилизированная 100-мм танковая пушка Д-10Т не обеспечивала достаточной точности и скорострельности при ведении огня с ходу. Кроме того, возникала необходимость введения в боекомплект пушки новых бронебойно-подкалиберных и, особенно, кумулятивных снарядов. Введение планетарных механизмов поворота вместо бортовых фрикционов, торсионной подвески вместо пружинной и новой гусеничной ленты с цевочным зацеплением существенно повысило подвижность танков Т-54 по сравнению с их предшественниками, но не обеспечивало дальнейшего повышения подвижности танка в случае установки более мощного вооружения или увеличения броневой защиты. Однако все возможности модернизации танков Т-54 ещё не были использованы, о чём свидетельствуют многочисленные модификации танков Т-54, а также танки Т-55 и Т-62, созданные на базе танка Т-54 (эти танки до сих пор состоят на вооружении во многих странах мира). В середине 1970-х годов T-54/55 и T-62 были наиболее распространёнными типами танков в ВС СССР, составляя примерно 85 % всех танков.
На сегодняшний[когда?] день танки Т-54/55/62 сильно устарели.
Т-54 поражается из РПГ-7 в лобовую проекцию (особенно эффективно выстрелами ПГ-7ВЛ и ПГ-7ВР). Также танк легко поражается почти из всех ПТРК (Противотанковых Ракетных Комплексов) как и более поздние танки Т-55 и Т-62. На многих видеокадрах, снятых в Сирии, запечатлены уничтожение танков Т-62М из ПТРК «Тоу» (большинстве случаев танк выводится из строя, получает тяжёлые повреждения, экипаж бросает машину, а более старые танки сирийской армии обычно после попадании ракеты полностью сгорают). Учитывая что бронирование Т-62М составляет 200—400 мм (вместе с дополнительной бронёй, поставленной во время модернизации) то 100-мм лобовая броня корпуса и 105—200 мм броня башни Т-54 не дала бы никакого ему шанса выдержать попадание ракеты даже под большим углом наклона. Современные подкалиберные снаряды танковых пушек калибра 120-мм и 125-мм с бронепробиваемостью от 700 мм и более (по нормали), так же не дают шансов танкам от Т-54 до глубокомодернизированных Т-55/62 выстоять под их огнём. Время, когда танки Т-54/55/62 господствовали на полях сражения, закончилось в 1980-х годах (если не считать модернизированные версии, то ещё раньше).
Несмотря на быстро выяснившиеся недостатки танков Т-54/55, эти машины находились в производстве более 30 лет, что для современного танка является рекордом. За счёт развёртывания массового производства нескольких избранных моделей предполагалось добиться такого количественного преимущества над противником, которое могло бы превзойти все недостатки Т-54.

## Сохранившиеся экземпляры
| Тип    | Местонахождение                                             | Изображение |
| ------ | ----------------------------------------------------------- | ----------- |
| Т-54   | Музейный комплекс УГМК, Верхняя Пышма, Свердловская область |             |
| Т-54   | Музей боевой славы, Ярославль                               |             |
| Т-54-2 | Военный институт танковых войск НТУ «ХПИ», Харьков, Украина |             |
| Т-54   | Металлургический комбинат «Азовсталь», Мариуполь, Украина   |             |

## Иллюстрации

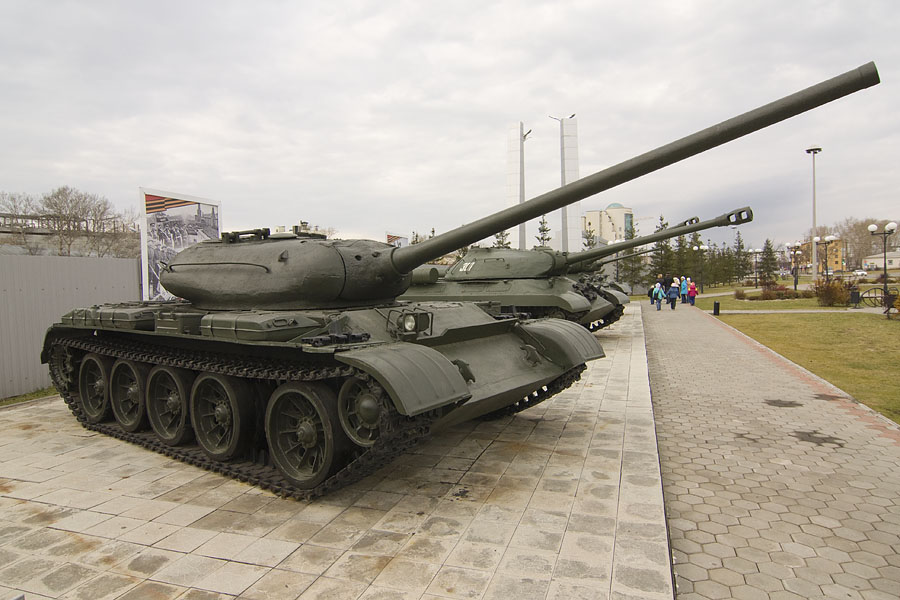
Т-54 образца 1946 года в Музейном комплексе УГМК, Верхняя Пышма, Свердловская область
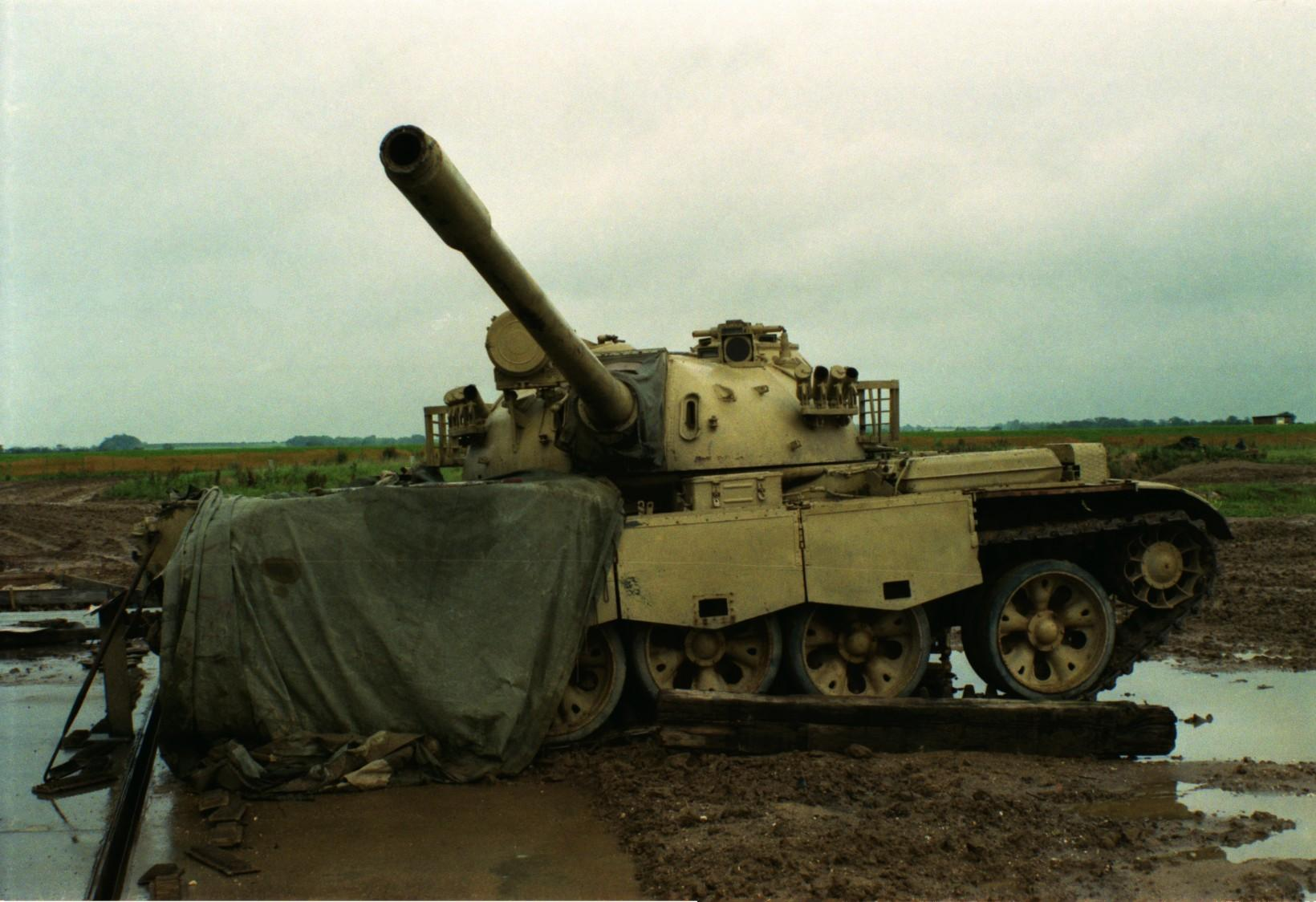
Модернизированный Т-54А
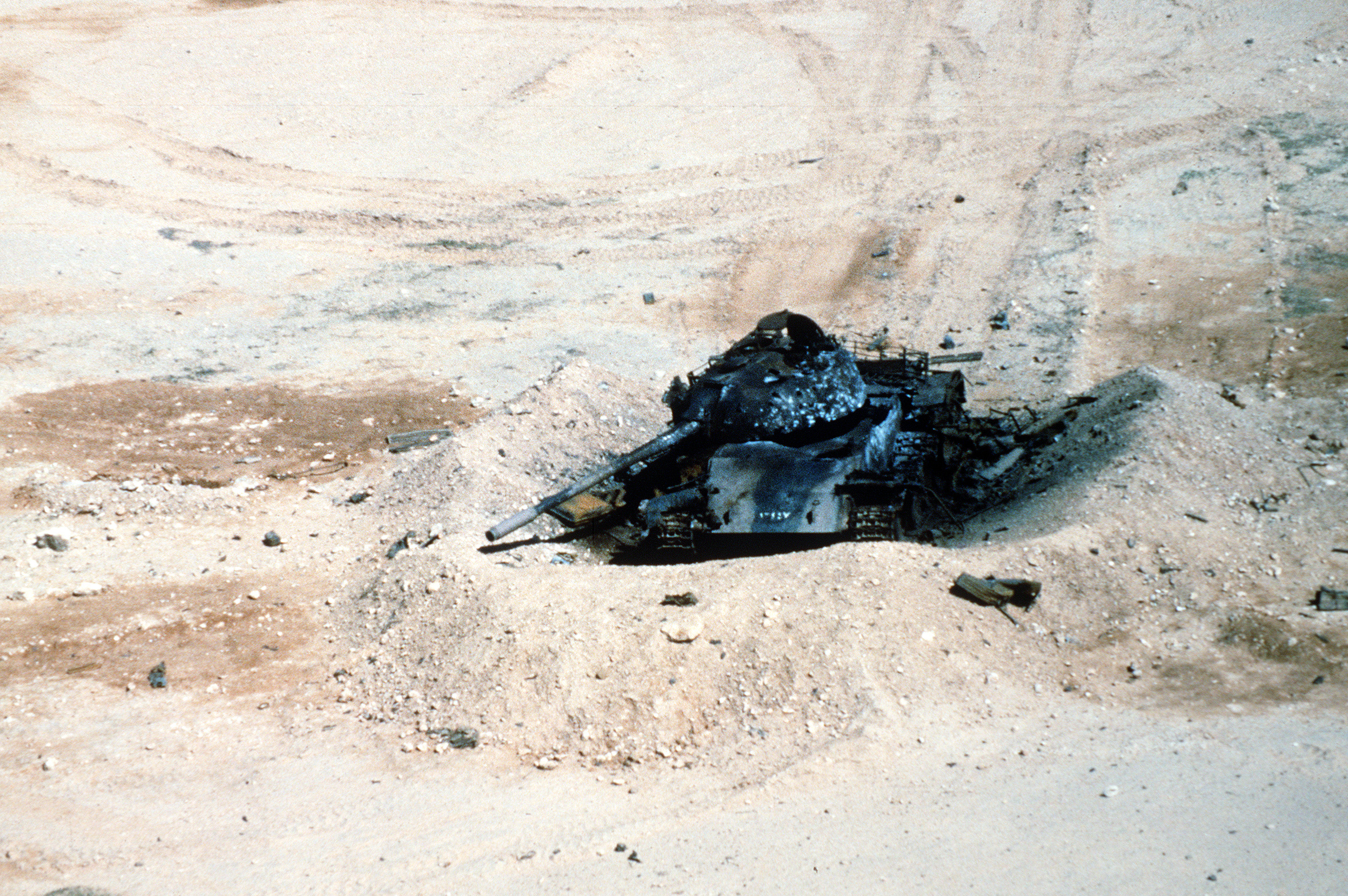
Уничтоженный Иракский Т-54А
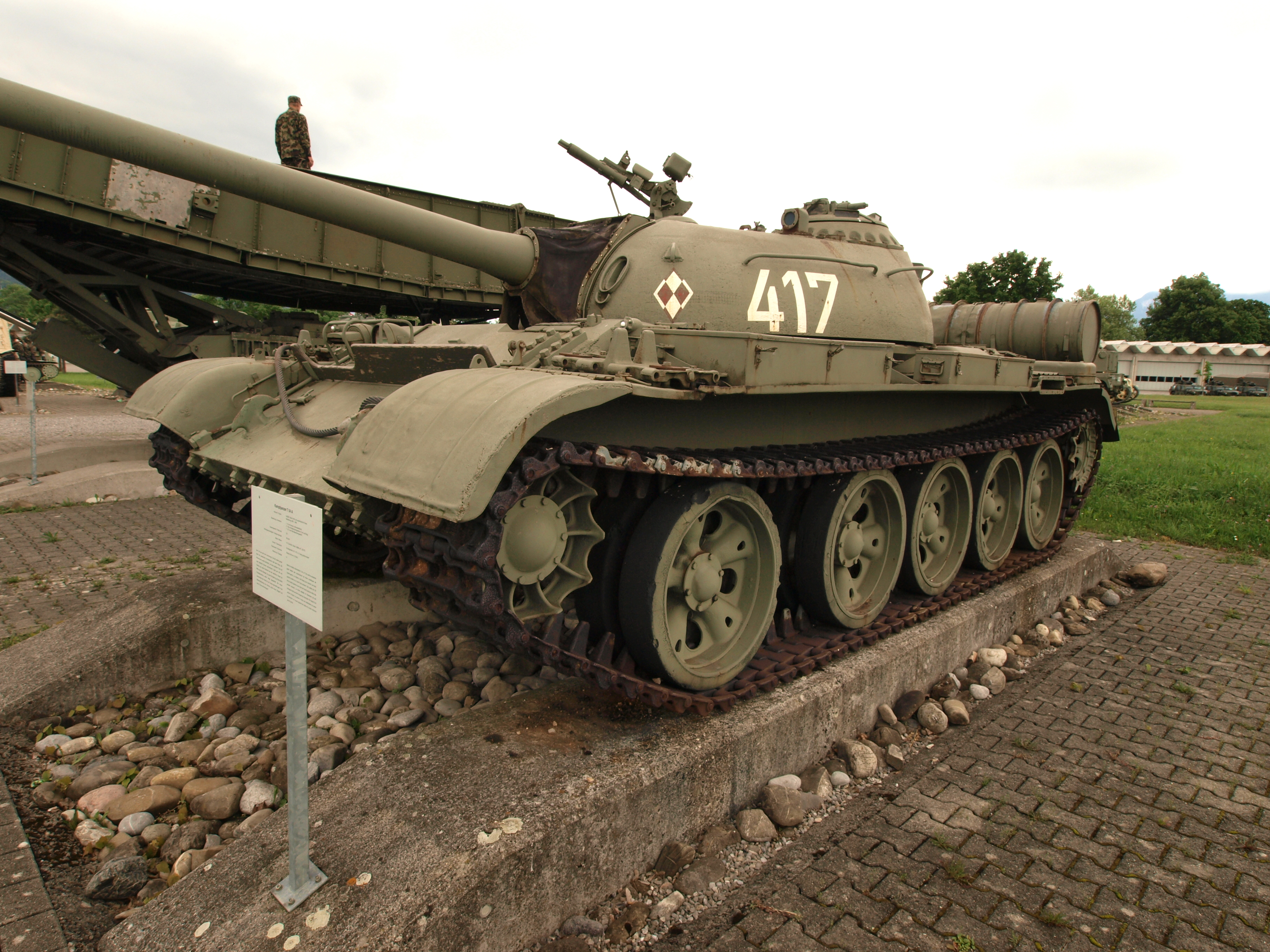
Т-54А на военной базе (Швейцария)
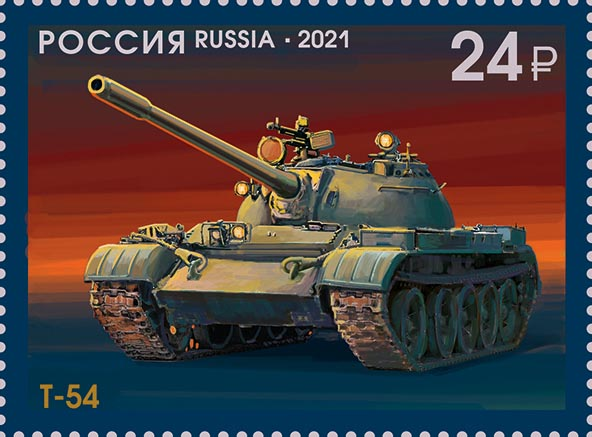
Почтовая марка. Серия «История отечественного танкостроения». Т-54